# Городок (Львівська область)
Городо́к (колишні назви — Соляний Городок (XIII ст.), Городок Галицький, Городок-Ягеллонський (1906-1945)) — місто в Україні, адміністративний центр Городоцької міської громади Львівського району Львівської області. До 2020 — адміністративний центр ліквідованого Городоцького району.

## Географія
Місто Городок розташоване за 25 км від обласного та районного центру Львова, над річкою Верещицею, лівою притокою Дністра.

## Назва
Вперше як Городок згадується у Галицько-волинському літописі 1213 р.. У літописі говориться, що місто відоме далеко на схід, як центр торгівлі сіллю, а тому мало назву «Городок сольний» або «Соляний Городок». У науковій літературі місто іноді називають «Городок Галицький», або «Городок під Львовом».

## Історія

### Княжий період
Початок міста сягає періоду Київської Русі. Розташоване на шляху між двома ключовими центрами Галицького князівства (XI—XIII століть) — Перемишлем і Звенигородом, воно інтенсивно розвивалось також і в епоху Галицько-Волинського князівства, поєднуючи Перемишль з новою столицею — Львовом.
Вперше Городок згадується у Галицько-волинському літописі 1213 року, як добре укріплене місто Галицького князівства, громада якого могла вести власну політику відносно князя та брати активну участь у державному житті.

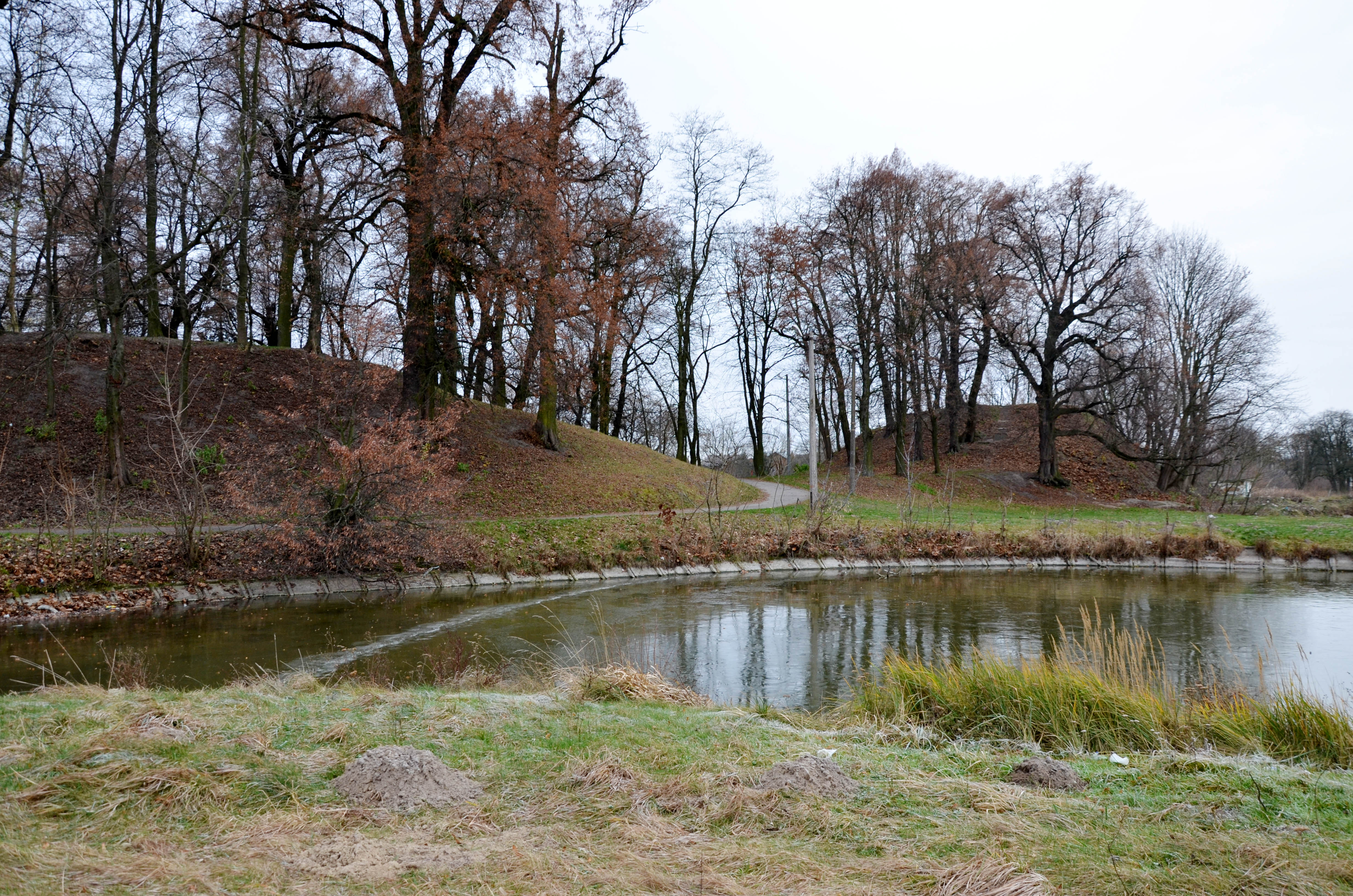
Вали літописного Городка XII—XIII cтолыть

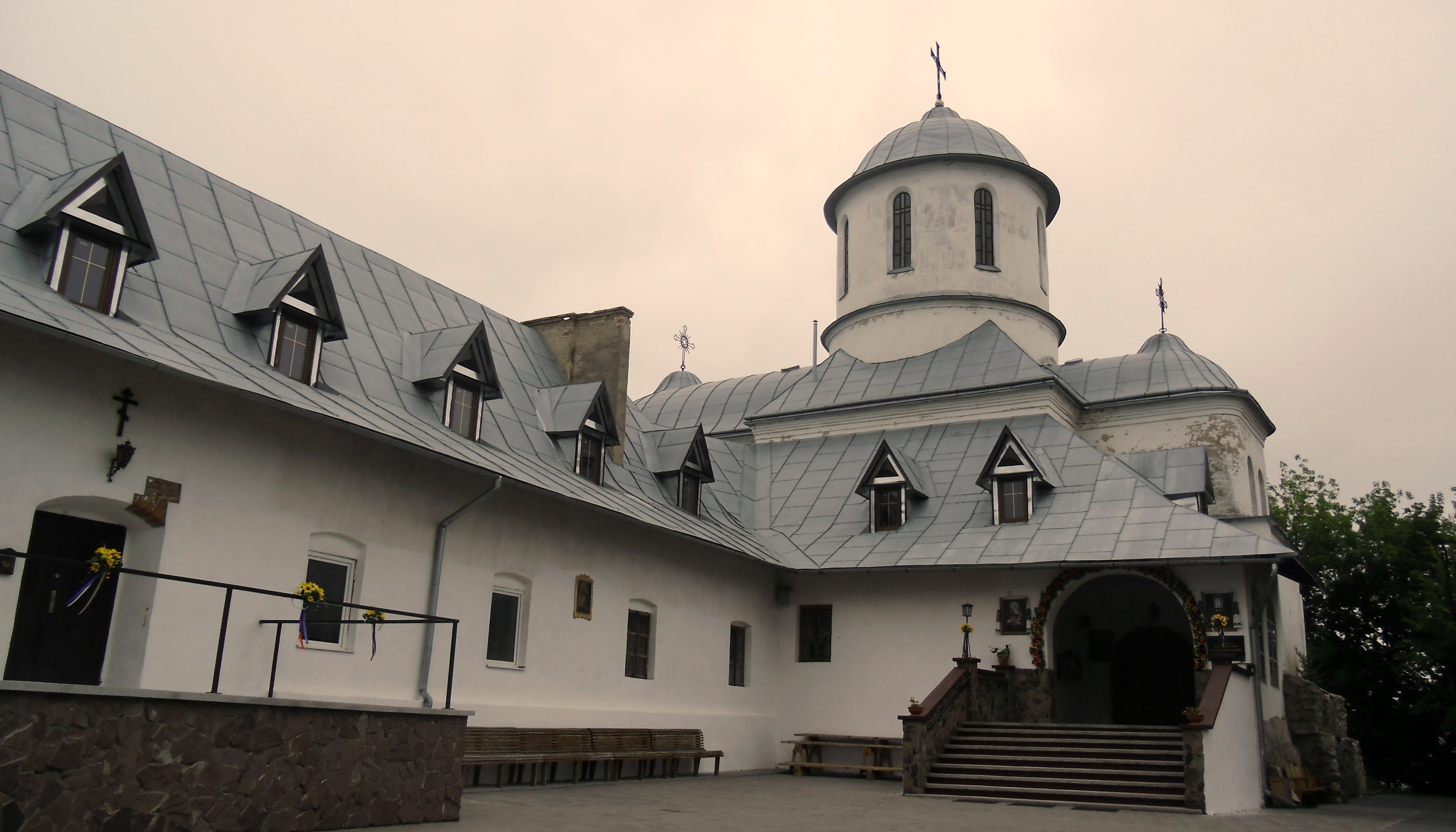
Церква Свято-Преображенського монастиря, початки якого сягають княжих часів

На початку XIII століття місто відігравало важливу роль в економічному і політичному житті регіону. Близько 1219 року в місті були люди, вірні галицькому боярину Судиславу, тому міщани «збунтувались» проти князя Мстислава Удатного. Галицько-Волинський літопис зафіксував, що у 1227 року новгородський князь Мстислав Удалий стояв із своїм військом у Городку. Йому на допомогу прийшов зі своїм військом князь Данило Романович, щоб разом боронити Галицьке князівство від польсько-угорської навали.

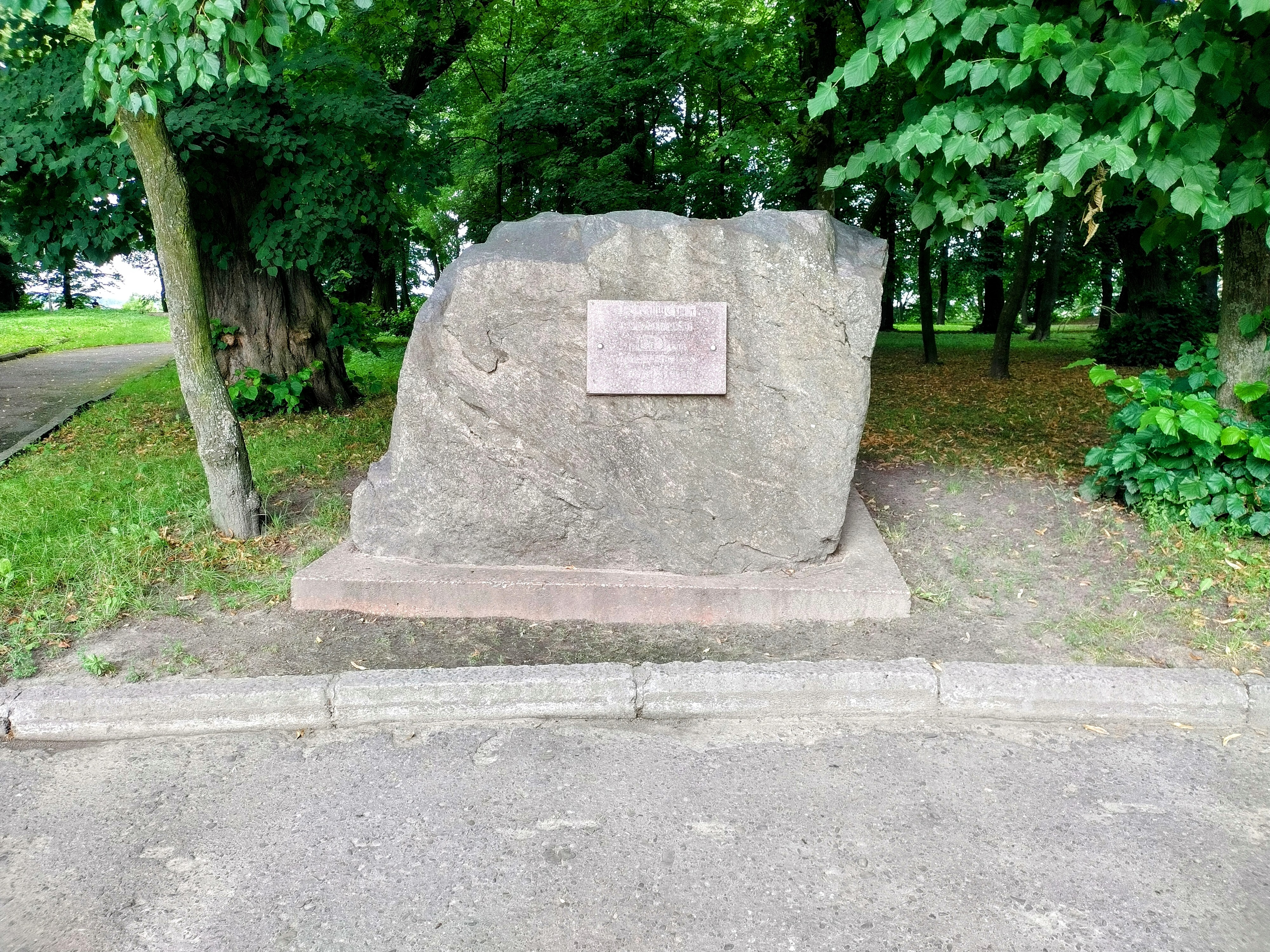
Пам'ятний знак «Городище XIII століття»

На той час, Городок мав вигляд фортеці, оточеної притокою Дністра річкою Верещицею (яка була в минулому більш повноводною та судноплавною), ставами, важкодоступними болотами. Місто складалось з двох частин: внутрішньої, найбільш укріпленої, т. зв. дитинця і зовнішньої — «острога» (передмістя). Дитинець розташований у північній частині городища, на території сучасного міського парку, на північний захід від Ринкової площі. Його план має неправильну овальну форму розмірами 120×210 м, загальною площею 3 га. Давні укріплення дитинця були зруйновані пізнішим будівництвом замку XV—XVII століттях, а також планувальними роботами під час влаштування теперішнього парку. Лише зі східного боку помітний незначний профіль валу, який плавно переходить у схил, а далі — у штучну терасу. Колишній дитинець відділений від території давнього посаду, площею близько 16 гектарів, глибоким до 7 м., ровом з шириною, у верхній частині 20-25 м.. Посад теж відокремлений двома рукавами річки Верещиці. На сьогодні він повністю забудований.
Археологічними дослідженнями 1985 року у північній ділянці дитинця виявлено рештки нижніх вінців зрубів оборонної стіни, а також зруйновану, мощену вапняком, долівку двоповерхової будівлі, можливо, вежі. Внаслідок розкопок під час пристосування приміщень колишніх казарм та францисканського монастиря під потреби Спасо-Преображенського монастиря, розташованого на місці городища княжого періоду, було виявлено цеглу та кладку, характерну для давньоруської епохи. Це підтвердило дані історичних джерел про існування тут давньоруського храму, який згодом, після завоювання Галичини польськими королями, був перетворений на францисканський монастир.

### Епоха Війни за Галицько-Волинську спадщину
В епоху війни за галицько-волинську спадщину місто змінювало політичну приналежність протягом всієї другої половини XIV століття.
Після походу польського війська на Львів у 1349 році Городок разом з іншими містами Галичини підпав під владу короля Казимира ІІІ, який володів краєм пожиттєво, відповідно до угод з Угорщиною. По його смерті король Людовик Угорський приєднав Галичину до Угорського королівства, поставивши управителями старост. 15 серпня 1386 року руський староста Андрій (лат. Andreas), уповноважений князем Владиславом Опольчиком, видав у Городку грамоту, якою прирівняв права перемиських католицьких шевців до прав львівських шевців. Свідками у грамоті записані, зокрема, Герборд з роду Гербуртів та городоцький воєвода Юрій (лат. Georgius). У 1387 р. Городок, як окреме королівське місто, увійшов до складу Львівської землі, а згодом став центром Городоцького староства. У 1389 році місто отримало магдебурзьке право, що означало створення у місті органів самоврядування. На той час Городок розростався, окрім центральної частини ринку розбудовуються передмістя — Львівське і Черлянське.

### Руське воєводство (Королівства Польського)

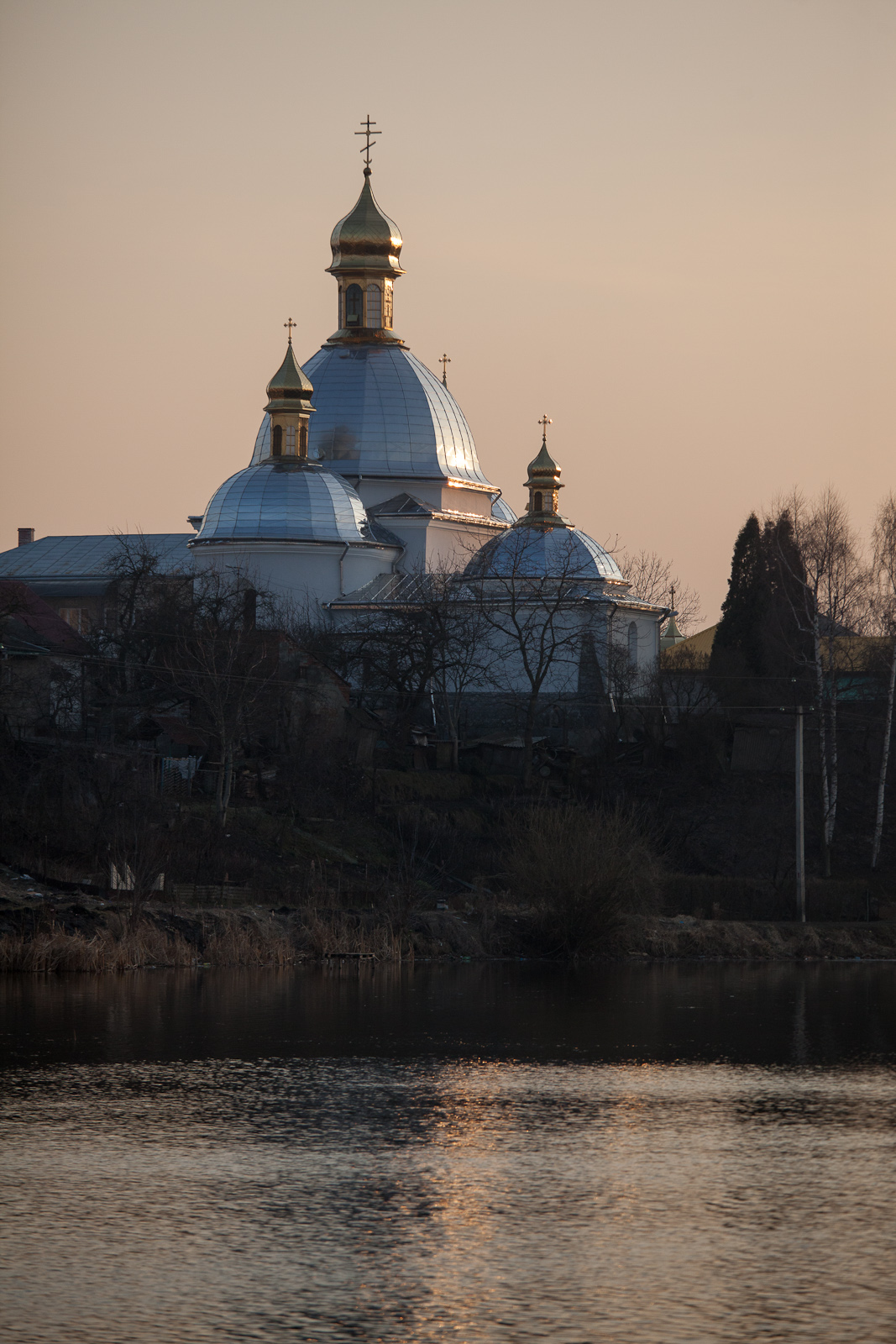
Церква Благовіщення 1633 р. побудована на місці більш давньої дерев'яної споруди

У 1387—1434 роках великий князь литовський і король польський Владислав II Ягайло часто навідувався та тривалий час мешкав у Городку, де й помер у 1434 році. За Ягайла Городок входить до складу новоутвореного на землях колишнього Руського — Королівства Руського воєводства, як окреме королівське місто.
У XV — початку XVI століттях місто зазнало настільки масштабних руйнувань і грабунку від татар, що відбудувалося лише у XVI столітті. Якийсь час місто було власністю (на «княжому праві») князя Свидригайла, що сталось після надання короля Ягайла — його старшого брата. У 1504 році король дозволив міщанам за власні кошти відбудувати Городок, а також звільнив його мешканців від сплати деяких податків. Поступово у місті відроджуються і розвивається торгівля та промисли. Городок дістав право торгувати сіллю і став центром соляних складів. Важливим предметом експорту була риба, яку віддавна розводили в місцевих ставках. У ΧΙV—ΧVΙΙ століттях Городок був ремісничим містом. Ремісники були об'єднані в 12 цехів. Добре розвивались деревообробні та шкіряні промисли. У 1555 році українці могли займатись ремісництвом лише завдальшки в милю від міста.
У 1420 році Ягайло оселив в місті 6 католицьких ченців ордену францисканців. Королівський уряд збудував для них костел і монастир біля замку. Українців ж витіснили на Львівське, Вишнянське та Заставське передмістя. Тож, відстоюючи свої права, українське населення Городка створило у 1591 році. братство — громадську організацію українських міщан, яке виступало проти національного гніту. Вплив Городоцького братства зріс настільки, що київський митрополит Михаїл Рогоза у 1593 році запросив його членів до участі в Соборі.
1611 роком датуються згадки про бунт місцевих мешканців проти польсько-католицької адміністрації, котра, скориставшись пожежею і втратою частини документів, намагалась усунути осіб української (руської) національності та православного віросповідання від урядових посад. Керівниками цього повстання були городяни Курилович, Маляр, Кунащик, Кравець, Кривецький, Захарчів. У 1648 році мешканці міста взяли активну участь у військових діях армії Богдана Хмельницького, котра здобула Городок у листопаді.. Значною подією в Історії міста стала Битва під Городком 1655 р., у результаті якої сили Речі Посполитої були розгромлені, а війська Хмельницького змогли приступити до облоги Львова.
У 1672 році турецький паша Омер-Алі захопив місто та зруйнував його, і надалі — наприкінці ΧVΙΙ та впродовж ΧVΙΙΙ століття місто занепало. У ΧVΙΙΙ столітті місто відбудували. Королівський замок був осідком старости, який виконував адміністративні функції очільника Городоцького староства. Був збудований фільварок та 2 корчми. У другій половині ΧVΙΙ століття міський уряд підвищив митні повинності, чим призвів до занепаду торгівлі в місті.

### Королівство Галичини (Австрійської імперії)

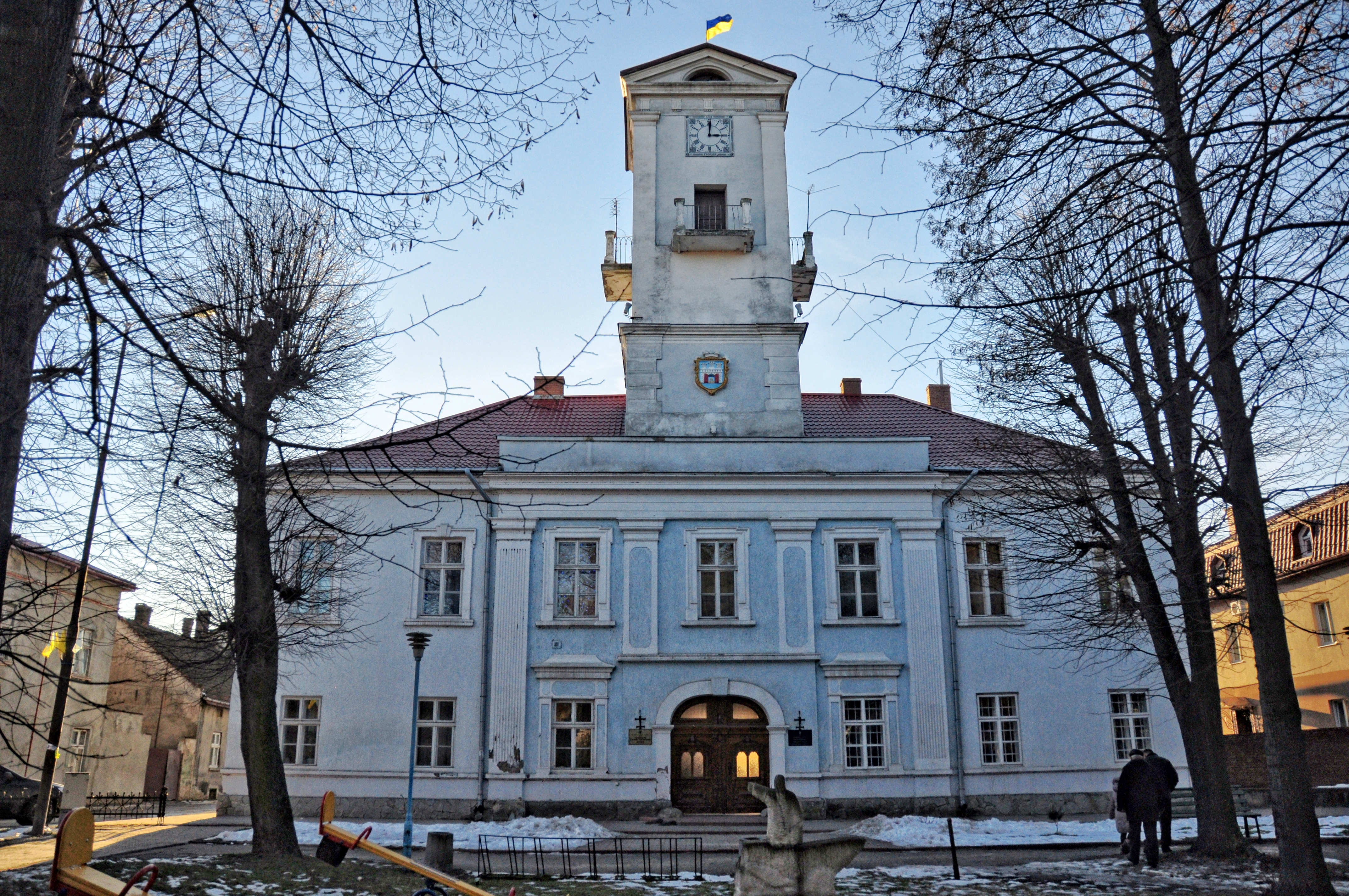
Фасад Городоцької ратуші (1832) в стилі ентативного будівництва

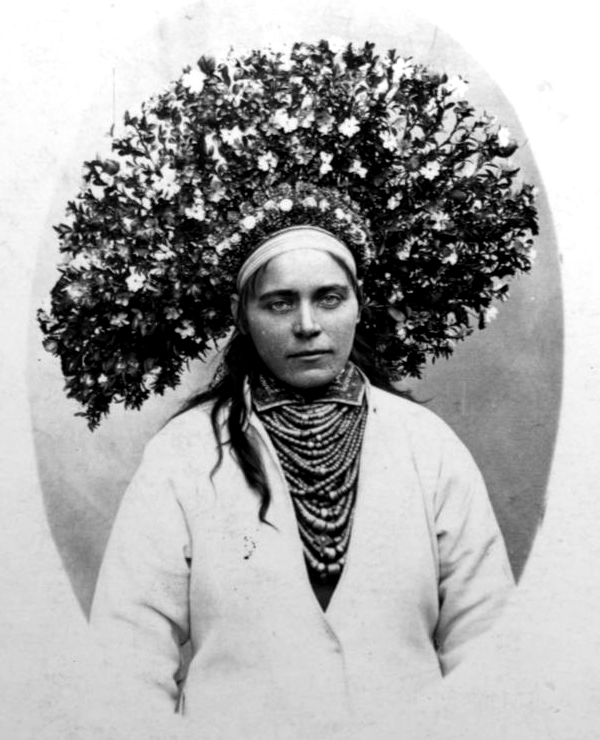
Українка (весільне фото з Городоцького району)

У 1772 році Галичину було приєднано до Габсбурзької монархії (з 1804 року — Австрійська імперія, з 1867 року — Австро-Угорщина). Через суцільне бездоріжжя того ж року через Городок розпочато будівництво цісарського тракту, що сполучив Відень та Львів, 1773 року відкрита пошта, а з 1775 року — рух диліжансів. Всі маєтки Городоцького староства і сам Городок перейшов у власність держави. Тоді ж австрійський уряд продав багато сіл польським та німецьким колоністам. На землях Городоцького староства оселились німецькі колоністи, які у 1786 р. утворили колонію «Фордерберґ» (походить від нім. словосполучення - "Vor der berg", дослівно "перед горою"). У 1789 році почала діяти школа з німецькою мовою викладання. Українська початкова школа була відкрита у 1842 році.
У 1867 році Городок став повітовим центром Австро-Угорщини, де до 1918 р. працювали повітовий суд, податкове управління, окружна шкільна рада. Місто не мало великих підприємств. На цей період там діяли гарбарня, млин, миловарня, 3 олійниці, фабрики соди і сільськогосподарських добрив та «вапнярка». У 1890 році в місті налічувалося 2870 будинків, в яких мешкало 10 116 осіб, з них у сільському господарстві працювали 4 264 осіб, займалися ремеслом — 3 677, торгівлею — 856, розумовою працею — 342. Крім того, було 292 наймити.
Господарське товариство у 1883 році організувало в Городку рільничу школу. До Першої світової війни у Городку базувався другий дивізіон 6-го полку драгунів австро-угорської армії, штаб якого був у Перемишлі. У місті Городку дислокувався також 3-й полк уланів. Під час війни у 1914 році на околицях Городка відбулась відома в історії Городоцька битва між австро-угорськими та російськими військами. Поразка австрійських військ дала змогу російській армії завершити захоплення Галичини, підійти до Карпат і оточити перемиську фортецю. Австрійська влада повернулась до міста у 1915 р.

### ПеріодЗУНР
18 листопада 1918 року місто зі сходу було атаковане польською кавалерією, що наступала з боку Львова. 20 листопада поляки продовжили свій наступ за підтримки бронепоїзду і завдяки цьому о 15:00 того ж дня вони увійшли до Городка, полишеного місцевою українською залогою (наличувала 600 вояків).

### Польська окупація
1 січня 1925 року до міста було приєднане село Фордерберґ (село формувалося німецькими колоністами від 1786 р.).
У період Другої Польської Республіки повітове місто Львівського воєводства. У місті розташовувалися такі установи: повітове управління поліції, управління доходів, податків та зборів, казначейство, кадастровий облік земельних податків. Храми: 1 римо-католицький костел (Воздвиження Хреста), 3 греко-католицькі церкви (Благовіщення Матері Божої та св. Миколая та св. Івана Хрестителя) та 1 єврейська синагога. Об'єднання: цехи шевців, ковалів та м'ясників. 12 винокурень (у 1911 році) та добровільна пожежна команда. У міжвоєнні роки на ставку Грудек було створено "Порт Морської та Колоніальної Ліги".

#### Напад на пошту в Городку
30 листопада 1932 р. боївка ОУН здійснила напад на польську пошту в місті Городку.
Участь в акції взяло 12 бойовиків ОУН із різних місцевостей: Юрій-Мирослав Березинський — керівник групи, а також Дмитро Данилишин, Василь Білас, Маріян Жураківський, Петро Максимців, Степан Долинський, Степан Куспісь, Степан Мащак, Володимир Старик, Григорій Файда, Степан Цап та Григорій Купецький.

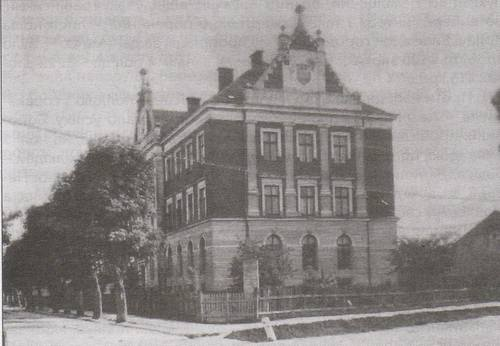
Пошта в місті Городок
Некролог у газеті «Сурма» на смерть Юрія Березинського, Володимира Старика, Василя Біласа та Дмитра Данилишина

30 листопада 1932 року бойовики, о 16:55, із двох різних боків вулиці наблизилися до будинку пошти та увійшли до неї, надягнувши на обличчя маски. Нападники розбилися на чотири групи: одні увійшли до приміщення пошти, другі мали на меті виключно касу, третя група блокувала телефонні апарати, четверта залишилася в коридорі для прикриття. Але напад склався невдало. Несподіванкою для бойовиків стало те, що всі поштові службовці, колишні вояки легіону Пілсудського, всупереч інструкціям мали при собі револьвери. Щойно бойовики зайшли до залу і запропонували всім підняти руки догори, на них посипалися постріли, а двері каси замкнулися. За іншими даними, першим стріляти почав саме Юрій Березинський, який контролював п'ять працівників пошти. Не витрачаючи часу, Дмитро Данилишин вистрілив кілька разів у двері каси, вибив вікно, через яке видавалися гроші, а Василь Білас через це вікно проник до каси і забрав гроші. Після цього Василь Білас та Дмитро Данилишин негайно вибігли з будинку, давши умовлений знак бойовикам, що слід відступати. Проте й тут усе склалося не так, як очікувалося. Коли боївкарі вибігали з пошти, у них стали стріляти з будинків, розташованих біля поштового будинку. Тому довелося відбиватися й на вулиці.
Юрій-Мирослав Березинський отримав дуже серйозне поранення під час перестрілки і впав, щойно вибігши на вулицю. Щоб не попасти живим у руки ворога, застрелився. Загинув і Володимир Старик, якого вбили пострілами з будинків на вулиці. Боївкарі Степан Куспісь, Дмитро Данилишин, Маріян Жураківський, Степан Мащак та Григорій Купецький отримали поранення в руки та ноги.

### Московсько-більшовицька анексія
У вересні 1939 року Городок був окупований радянськими військами. У 1939—1941 роках тривали російсько-комуністичні репресії проти мирного українського населення міста, особливо щодо представників української інтелігенції.

### Нацистська окупація
З 27 червня 1941 року розпочалась окупація Городка німецькими військами. Під час війни було пограбовано підприємства Городка, зруйновано два залізобетонні та 3 дерев'яні мости через річку, залізничний вокзал. На примусові роботи було вивезено понад 1200 остарбайтерів, розстріляно і вивезено в табори смерті більш як 7 тис. осіб місцевого населення. Частина міста була відгороджена колючим дротом, де німецькі війська утворили ґетто, куди зігнали понад 6 тис. євреїв, де вчинили над ними жорстоку розправу. 25 липня 1944 року радянські війська ввійшли в місто.

### Післявоєнний час
У 1949 році в Городку було створено 5 колгоспів. До міста було приєднане село Довжанка (колишня — Довжанська сільська рада, до того — колонія Морги), а нині — це вулиця Львівська.

## Населення

### Національний склад
Розподіл населення за національністю за даними перепису 2001 року:
| Національність  | Відсоток |
| --------------- | -------- |
| українці        | 95.74%   |
| росіяни         | 3.03%    |
| поляки          | 0.74%    |
| білоруси        | 0.21%    |
| інші/не вказали | 0.28%    |

### Мова
Розподіл населення за рідною мовою за даними перепису 2001 року:
| Мова            | Кількість | Відсоток |
| --------------- | --------- | -------- |
| українська      | 15472     | 96.74%   |
| російська       | 436       | 2.73%    |
| польська        | 61        | 0.38%    |
| білоруська      | 12        | 0.07%    |
| вірменська      | 3         | 0.02%    |
| румунська       | 1         | 0.01%    |
| інші/не вказали | 8         | 0.05%    |
| Усього          | 15993     | 100%     |

## Передмістя: залога Черляни
У 1953 році на території села Черляни споруджена злітно-посадкова смуга та військова залога з будинками для офіцерів.
Злітно-посадкова смуга використовувалась, крім своїх першочергових функцій, як резервний аеродром Львівського аеропорту. При цьому вхід на територію залоги був суворо обмежений, тому пасажирів літаків відразу ж зі злітної смуги автобусами переправляли до Львова.
Загальноосвітня школа «Старша школа» була відкрита на території містечка лише у 1986 році. До цього старшокласників возили автобусом в Городок. Пізніше військовий гарнізон реформували, а згодом, у 2003 році гарнізон Черляни був переданий місту Городку, як мікрорайон міста, хоча розташований біля 3 км від центру Городка (нині — вулиця Авіаційна).

## Транспорт
Через місто пролягає залізнична лінія Львів — Мостиська II, на якій розташована станція Городок-Львівський. Околицею міста пролягає автошлях міжнародного значення М11.

## Освіта і спорт
У 1842 році в Городку відкритий перший навчальний заклад — українська початкова школа. Школа з німецькою мовою викладання була відкрита у 1879 році. У 1880 році в Городку діяли чотирикласні жіноча та чоловіча школи. У 1883 році була організована рільнича школа. У 1897 році чотирикласні школи реорганізовані в шестикласні.
Станом на 1966 рік в місті діяли по дві середні та восьмирічні школи,  одна початкова школа, в яких навчалось понад 2 тис. дітей. Крім того, діяла вечірня школа робітничої молоді та заочна школа.
З 1949 року діє семирічна музична школа.
Станом на 2020 рік в місті діє 4 загальноосвітні школи:
- Городоцький НВК № 2 «Загальноосвітня школа-гімназія І ступеня» [Архівовано 31 жовтня 2020 у Wayback Machine.]
- Городоцька загальноосвітня школа № 3 І—ІІІ ступенів імені Героя України Івана Бльока; [Архівовано 30 травня 2022 у Wayback Machine.]
- Городоцький заклад загальної середньої освіти І—ІІІ ступенів № 4 імені Т. Кулєби та А. Одухи;
- Городоцький НВК № 5 «Загальноосвітній навчальний заклад — дошкільний навчальний заклад» [Архівовано 7 червня 2022 у Wayback Machine.]

## Економіка
В місті добре розвинене господарство. Тут, зокрема, діє садовий центр Еліт флора, що займається вирощуванням декоративних і хвойних дерев та рослин:
- Завод з виробництва яблучного пектину (група компаній T.B.Fruit) потужністю 3000 тонн[16]
- завод з виробництва концентрованих соків (група компаній «T.B.Fruit»)
- завод з виготовлення галантерейних та дорожних виробів зі шкіри (ТОВ «Бадер Україна» [Архівовано 12 травня 2022 у Wayback Machine.])
- завод з виготовлення виробів з бетону, тротуарної бруківки (ТОВ «Озон» [Архівовано 25 червня 2021 у Wayback Machine.])
- завод полімерних виробів (ТОВ Інсталпласт [Архівовано 10 травня 2022 у Wayback Machine.])

## Релігійні споруди
У місті діють храми різних конфесій, а саме: Православної Церкви України, Української Греко-Католицької Церкви, Римо-католицької Церкви в Україні.
Місто Городок належить до Львівсько-Сокальської єпархії в ПЦУ, до Стрийської єпархії в УГКЦ, та до Львівської архидієцезії РКЦ в Україні.
Цікаво, що рішенням Священного Синоду УПЦ КП (тепер ПЦУ) від 23 січня 2012 року ієромонаха Юліана (Гаталу) (уродженця Городоцького району, с. Лівчиці), намісника Свято-Іоанно-Золотоустівського чоловічого монастиря м. Львова було обрано на єпископа з титулом Єпископ Городоцький, вікарій Львівської єпархії. А 19 лютого 2012 року у Володимирському Патріаршому Соборі м. Києва був хіротонісований в сан єпископа. Владика пробув на цій кафедрі до 8 березня 2013 року, адже був призначений у Коломийську єпархію, яку очолює й досі з титулом Єпископ Коломийський і Косівський.
На вул. Заставній знаходиться козацька каплиця Пресвятої Покрови, збудована у 1999 році в пам'ять переможної битви військ гетьмана України Богдана Хмельницького над польськими наїздниками у 1655 році під Городком.
Храми, що належать до ПЦУ:
- Церква Святого Івана Хрестителя (вул. Стуса, 12);
- Храм Преображення Господнього (вул. Авіаційна);
- Храм Турковицької ікони Богоматері (вул. Січових Стрільців);
- Храм Холмської ікони Пресвятої Богородиці.

Храми УГКЦ:
- Церква Благовіщення Пресвятої Богородиці (вул. Михайла Коцюбинського, 5);
- Церква Святого Миколая (вул. Святого Миколая);
- Церква Святого Духа (вул. Львівська);
- Свято-Преображенський монастир (вул. Паркова, 5);
- Храм Святих рівноапостольних Володимира і Ольги (вул. Львівська, 667).

Храми РКЦ в Україні:
- Костел Воздвиження Чесного Хреста (вул. Львівська, 4).

## Пам'ятки природи
- Парк XVIII ст.
- Група вікових лип та каштанів
- Віковий ясен
- Вікова липа

## Пам'ятки архітектури
- Церква святого Миколая з дзвіницею (1510);
- Церква Святого Духа;
- Церква Благовіщення Пресвятої Богородиці (1633);
- Церква Івана Хрестителя (1754);
- Костел Воздвиження Чесного Хреста з дзвіницею (ΧV–ΧX ст.);
- Дзвіниця (ΧVΙΙΙ ст.);
- Свято-Преображенський монастир (XV-XX ст.);
- Городоцька ратуша;
- Млин (початок ΧVΙ ст.).
- Каплиця Святої Розалії.

Релігійні споруди Городка
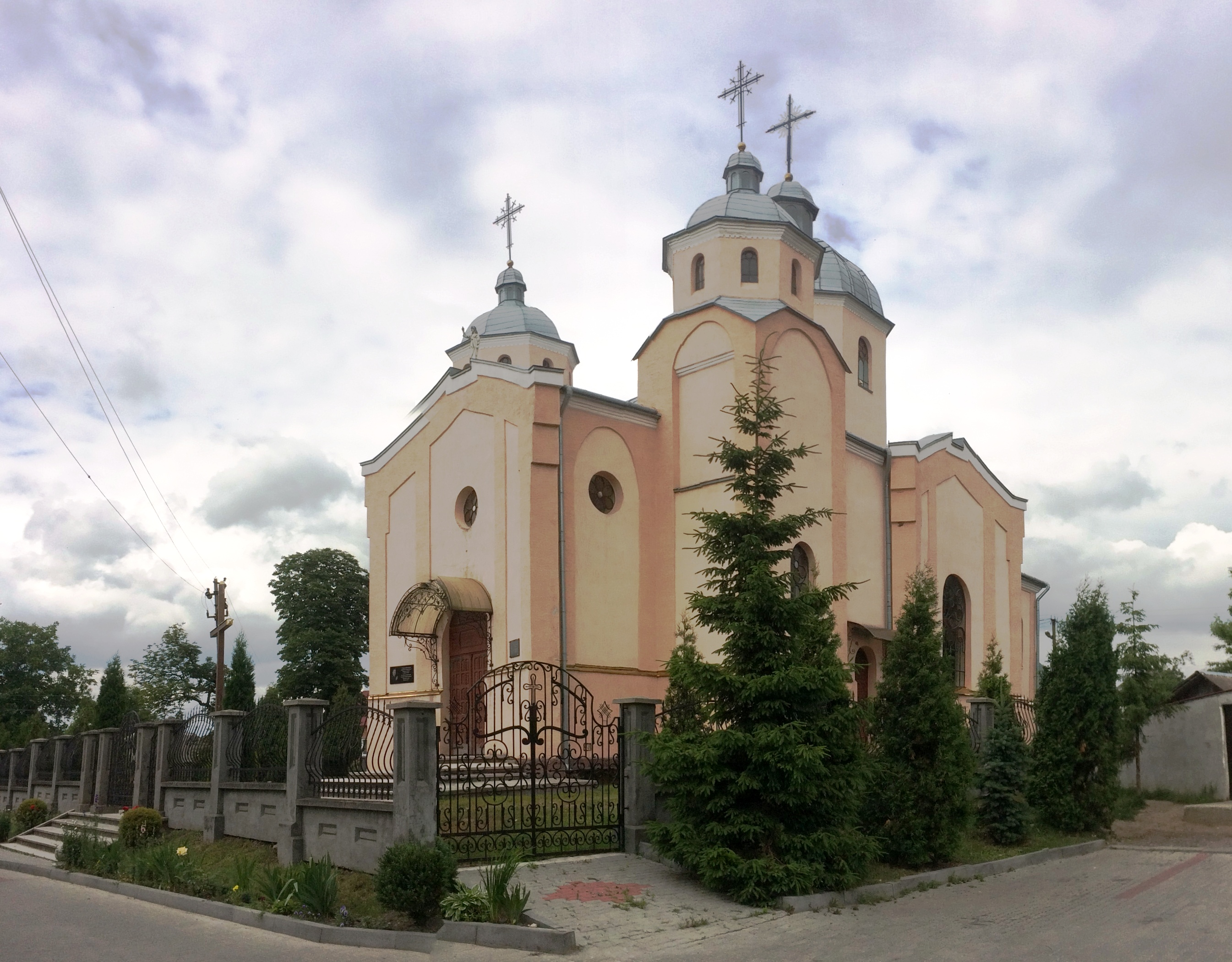
Церква Святого Духа
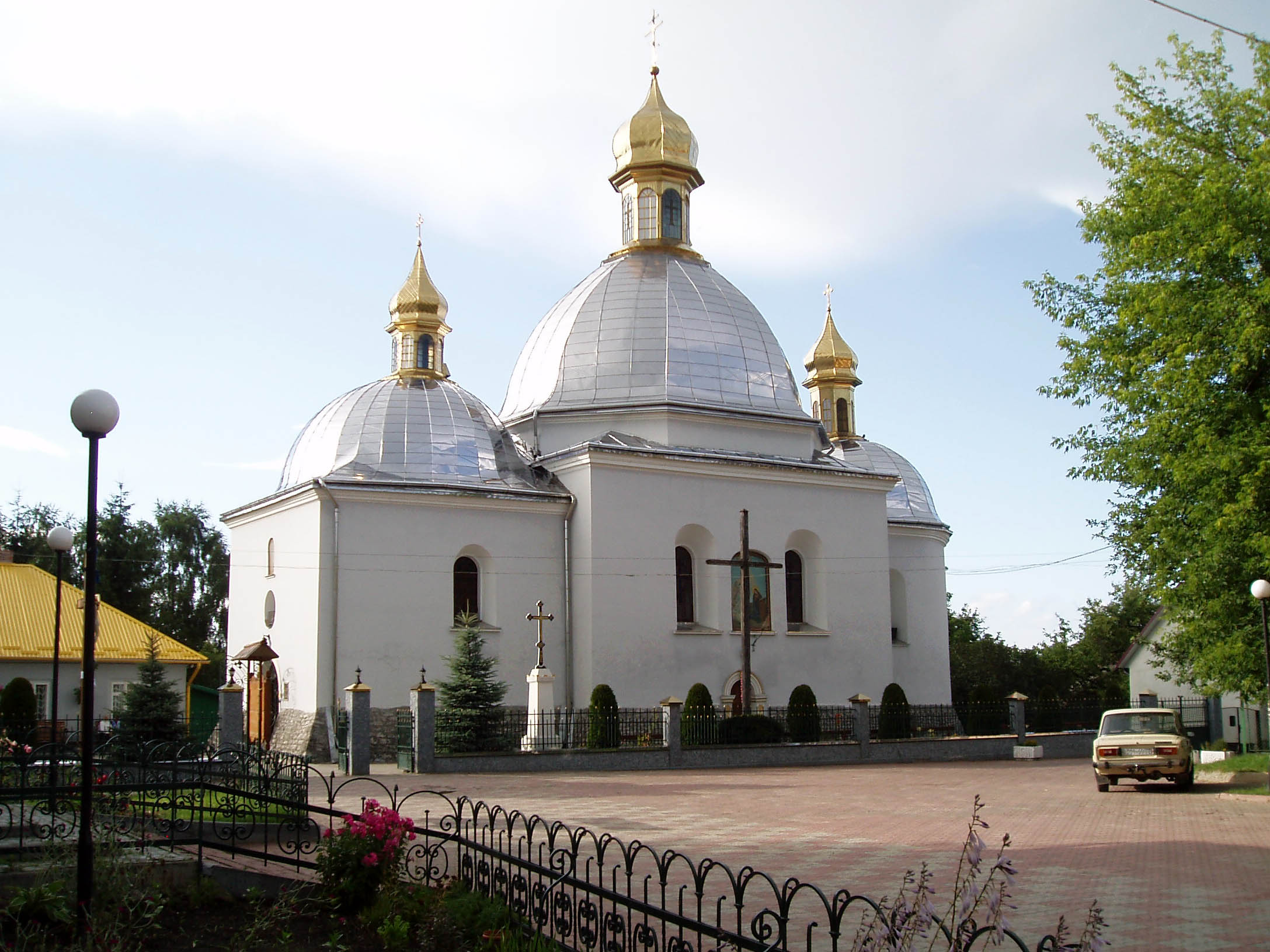
Церква Благовіщення Пресвятої Богородиці (1633)
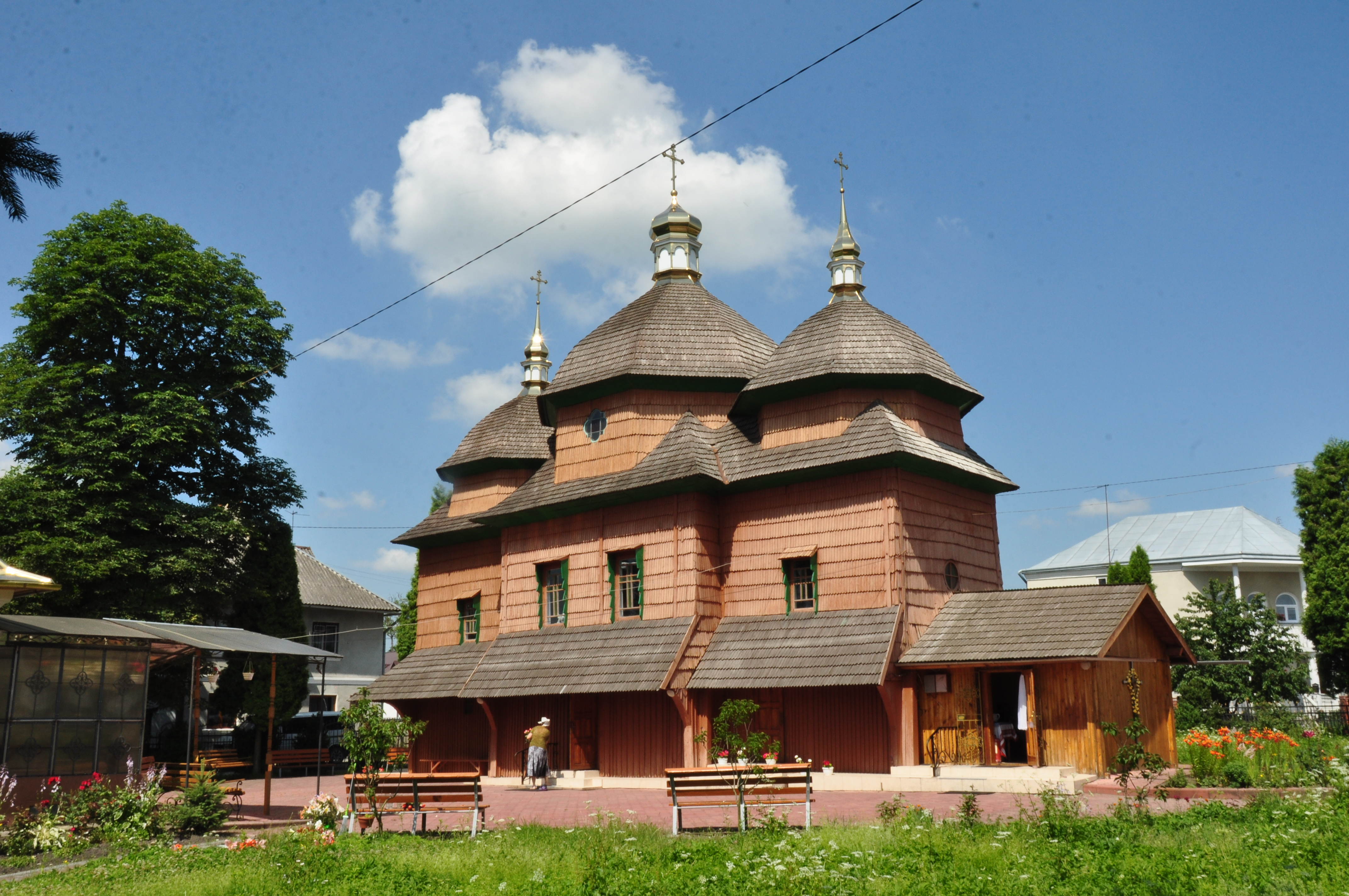
Церква Святого Івана Хрестителя (1755)
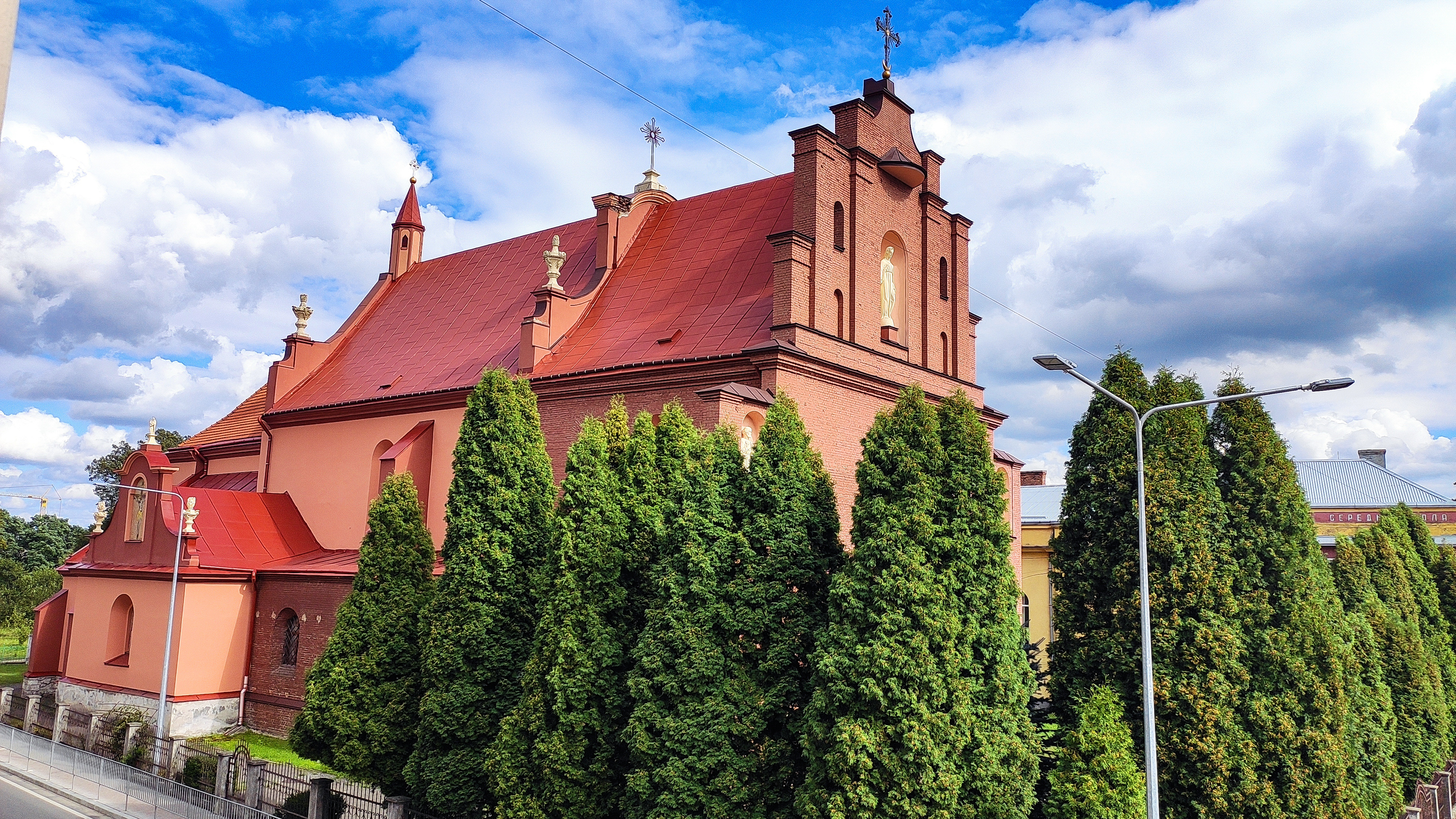
Костел Воздвиження Святого Хреста
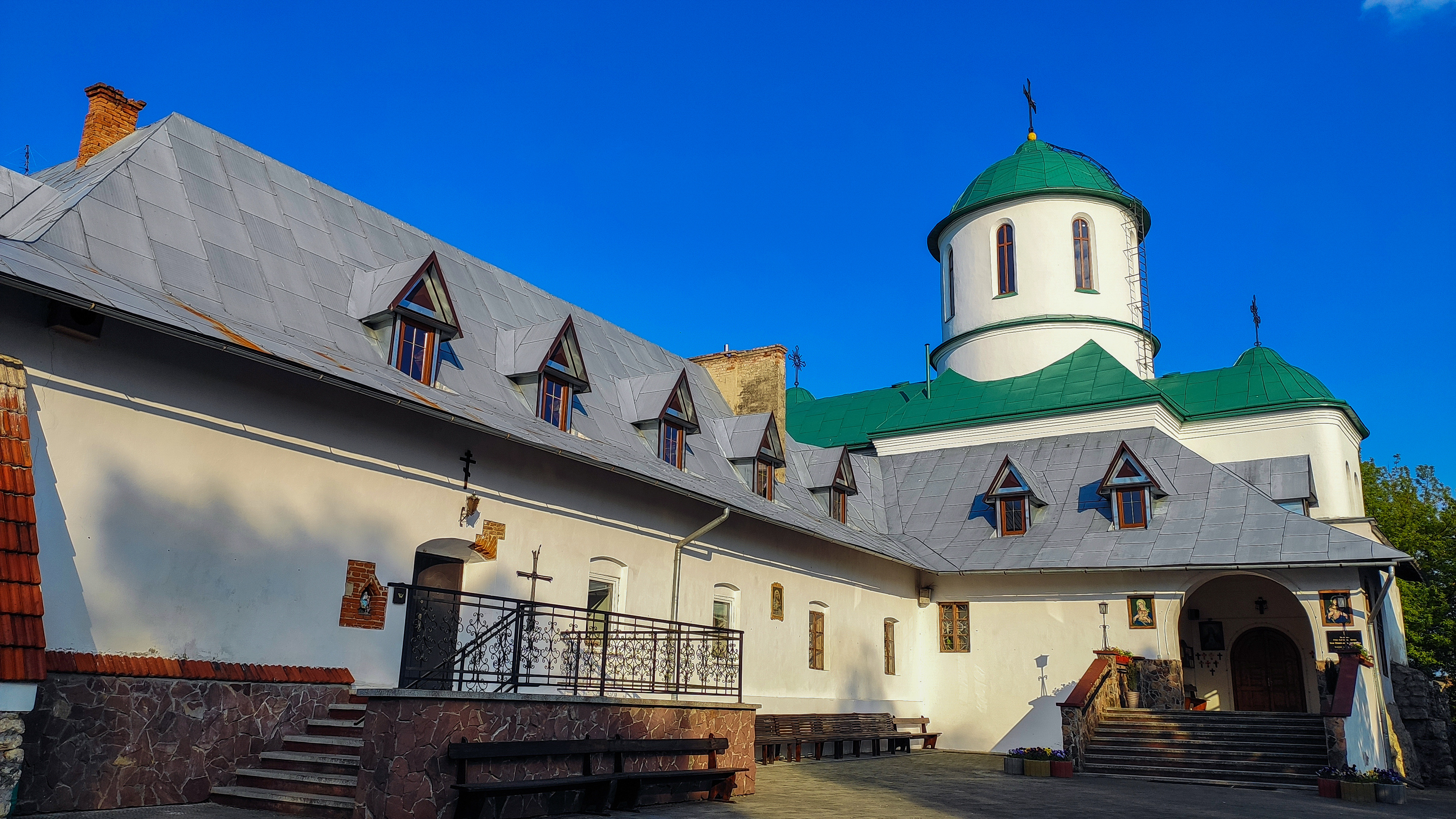
Свято-Преображенський монастир
Городоцька ратуша
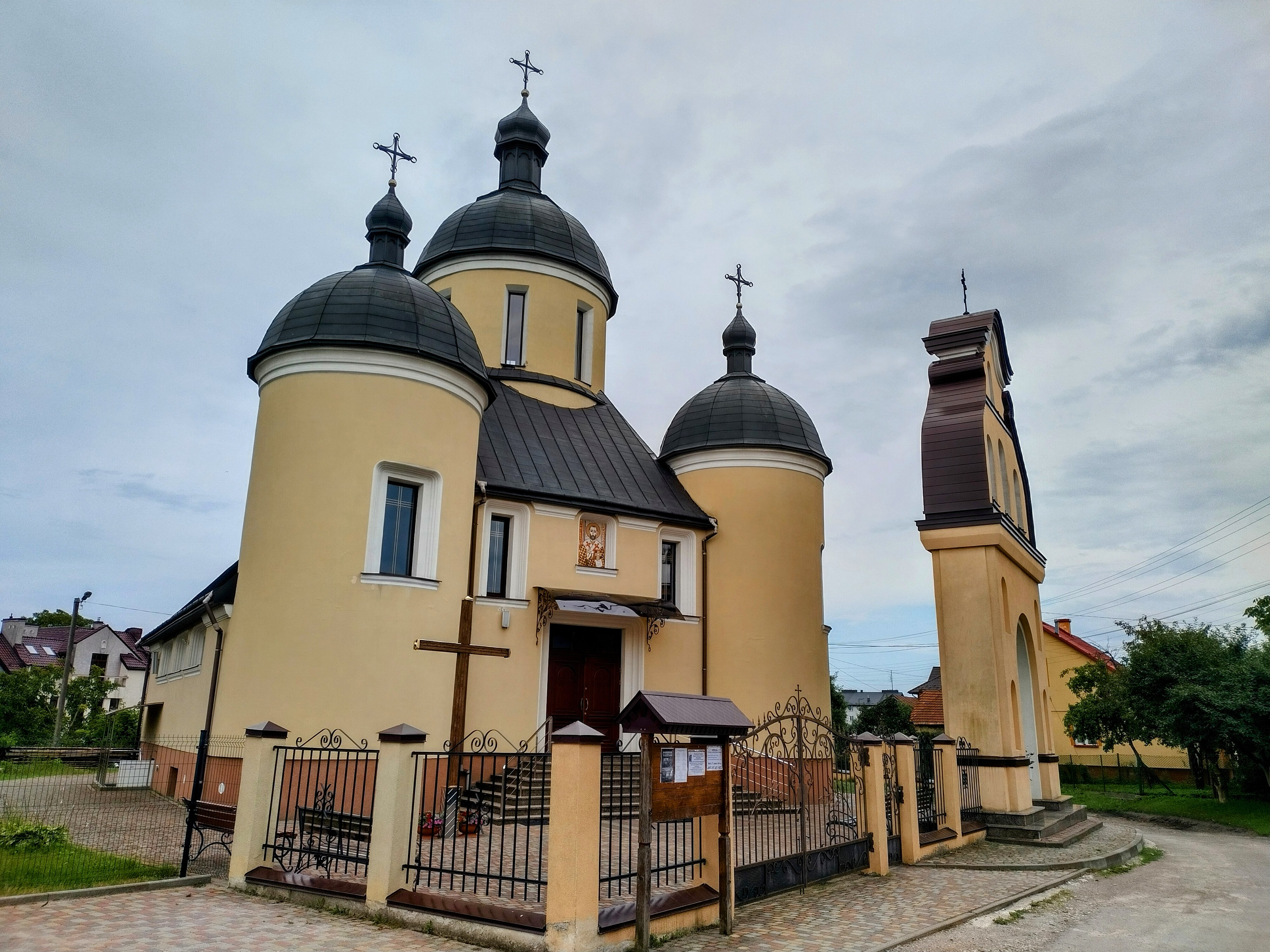
Церква Святого Миколая з дзвіницею (1510)
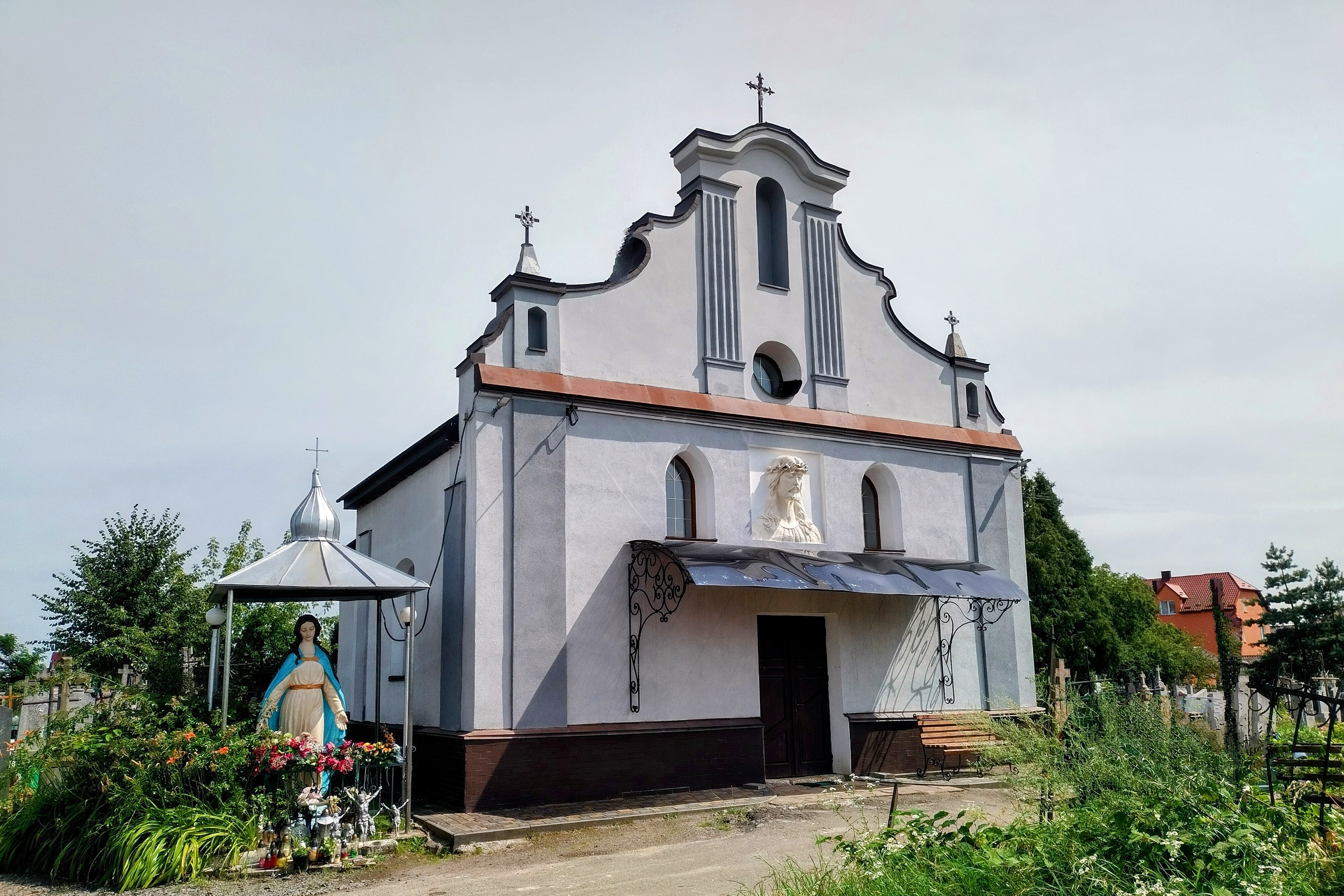
Каплиця Святої Розалії
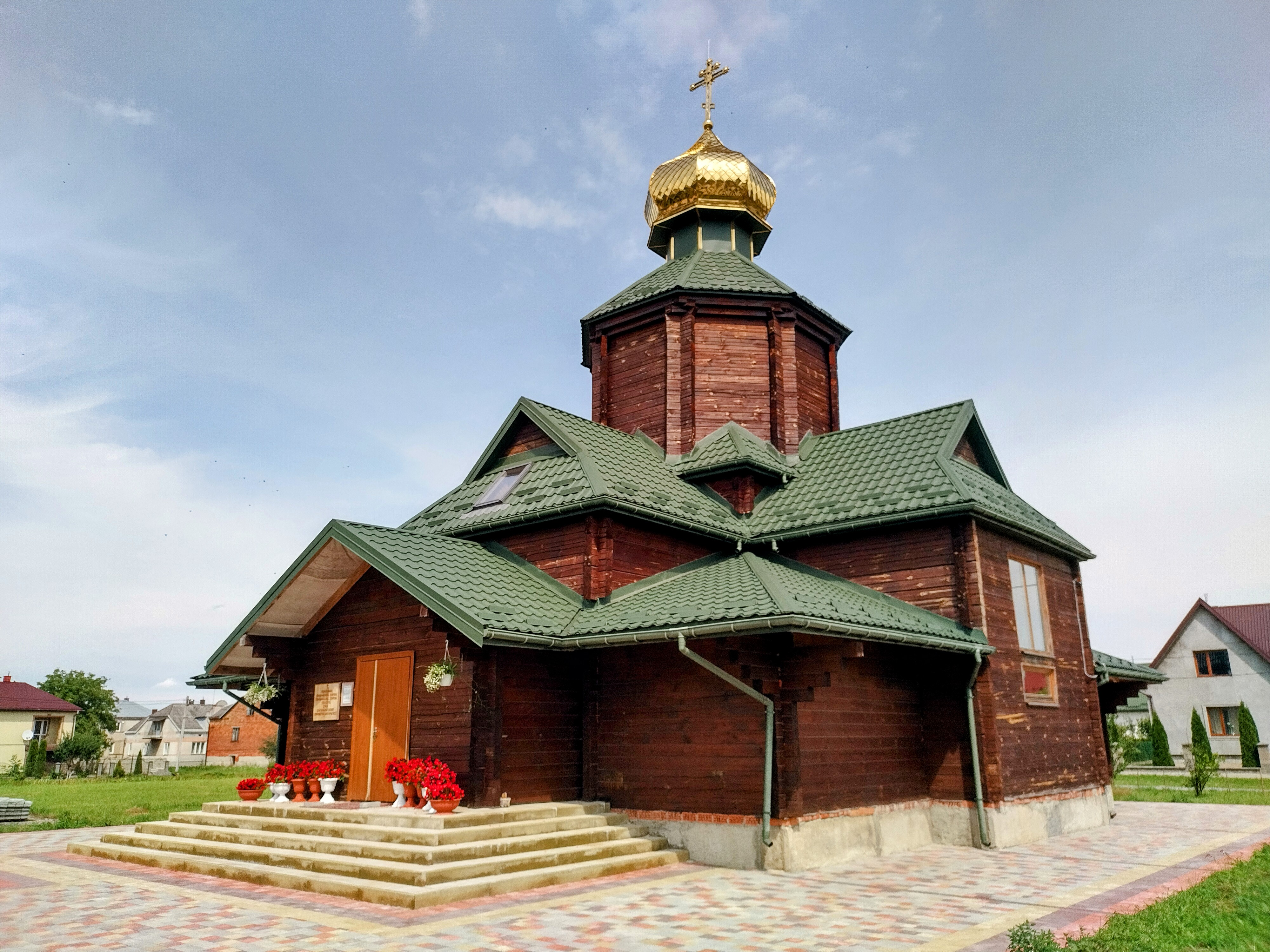
Храм Холмської ікони Пресвятої Богородиці
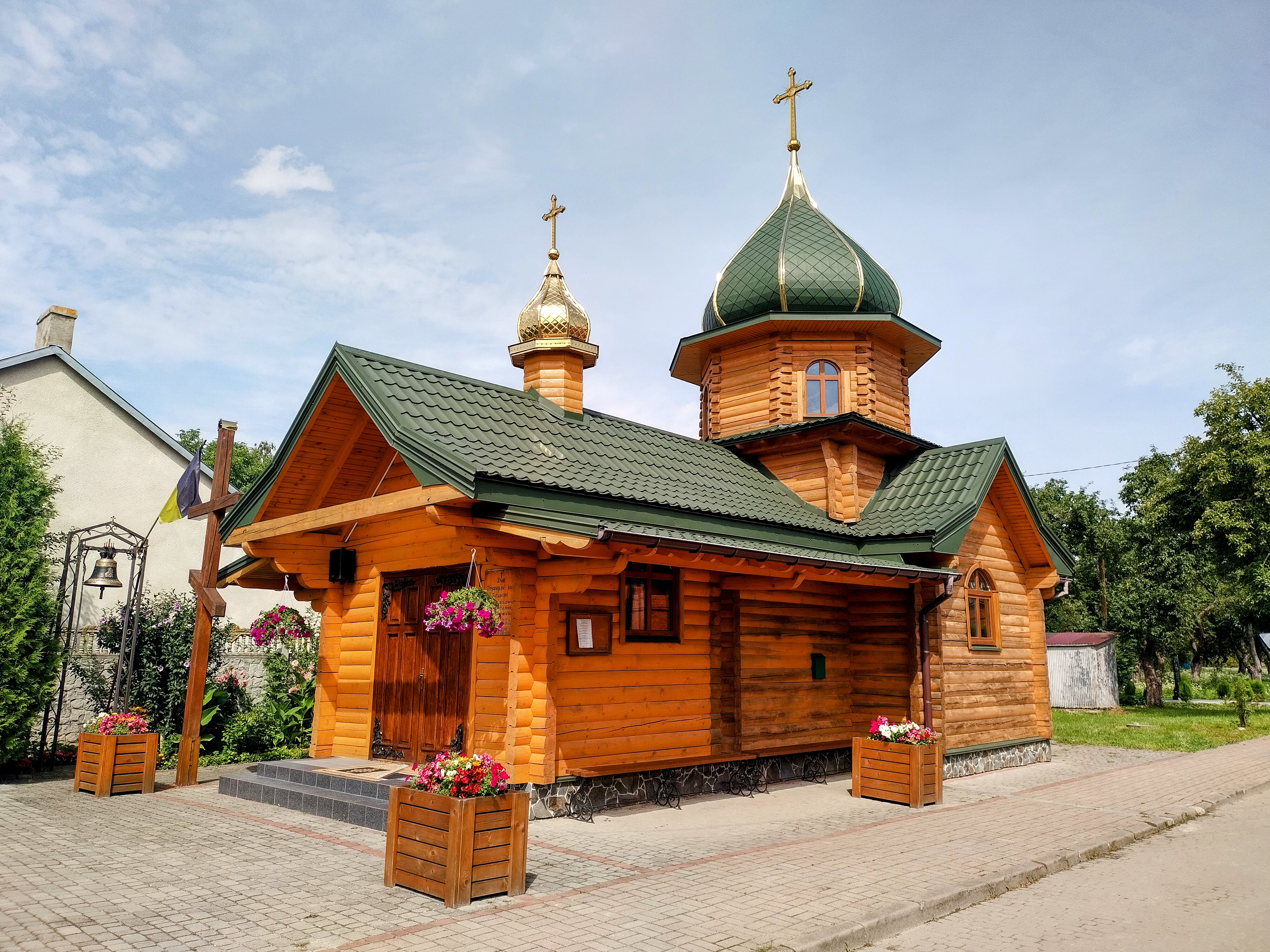
Храм Турковицької ікони Богоматері

## Відомі особи
Уродженці міста
- Оксана Бірецька — відома українська піаністка, педагог, письменниця, громадська діячка.
- Іван Бльок — Герой України, захисник Майдану.
- Дмитро Вергун — етнограф та поет.
- Володимир Ветошко — український шахіст.
- Роман Горак — письменник-прозаїк. Заслужений працівник культури України. Кандидат хімічних наук, професор.
- Степан Горак (1920—1986)  — український історик, публіцист, громадський діяч.
- Ігор Горін (1904—1982) — оперний співак.
- Ґабріель з Городка — монах-бернардин, засновник реформатів у Польщі.[19]
- Тарас Кулєба — Герой України, учасник АТО (загинув 16 серпня 2014 під час виходу з оточення в секторі «Д»).
- Роман Лиско — блаженний священномученик Української греко-католицької церкви, священик УГКЦ; замордований московсько-більшовицькими окупантами.
- Андрій Одуха — Герой України, учасник АТО (загинув 26 серпня 2014 під час обстрілу з БМ-21 «Град» аеропорту Луганськ).
- Іван Озаркевич (21.02.1895—25.04.1959) — український інженер, громадський діяч, кошовий Пластового коша «Червона Калина».
- Петро Олійник — український архітектор. Відомий тим, що у своїх сучасних роботах (насамперед у Києві та Львові) повертається до історизму й еклектики, поєднуючи з українською модерною традицією початку XX ст.
- Лев Рубінґер — український правник, економіст, військовий і громадський діяч.
- Іполіт Слівінський — польський архітектор, видавець, політик.
- Ярослав Солтис — український банкір.
- Галина Швидків (нар. 1970) — українська співачка (сопрано), науковець і громадський діяч, заслужений працівник культури України, доцент Рівненського державного гуманітарного університету.
- Шунь Марія Іванівна — українська письменниця.
- Францішек Яворський — відомий львівський історик та архіваріус.

### Працювали, перебували
- Лесь Мартович — відомий український письменник, з 1899 по 1903 рік працював на посаді помічника адвоката
- Іван Франко — перебував наприкінці ΧΙΧ століття в місті
- Лонгин Озаркевич (1859-12.12.1940) — відомий український правник, адвокат, громадський діяч.
- Василь Стефаник
- Максим Рильський
- о. Лев Трещаківський — довголітній парох міста.[20]
- Оксана Галушка (1894—?) — ланкова колгоспу, Герой Соціалістичної Праці.
- Мирослав Малахівський — поет, редактор часопису «Народна думка», журналіст, публіцист.
- Соломія Крушельницька — українська оперна співачка, педагогиня.

Городоцькі старости
- Юзеф Бєльський-Рабштинський

Поховані
- Тарас Кулєба (1993—2014) — молодший сержант Збройних сил України, учасник російсько-української війни.

## Місто у мистецтві
У 1934 році українська і польська художниця Ірена Новаківська-Ацеданська створила графічний цикл «Гродек Ягелонський» про місто.

## Галерея

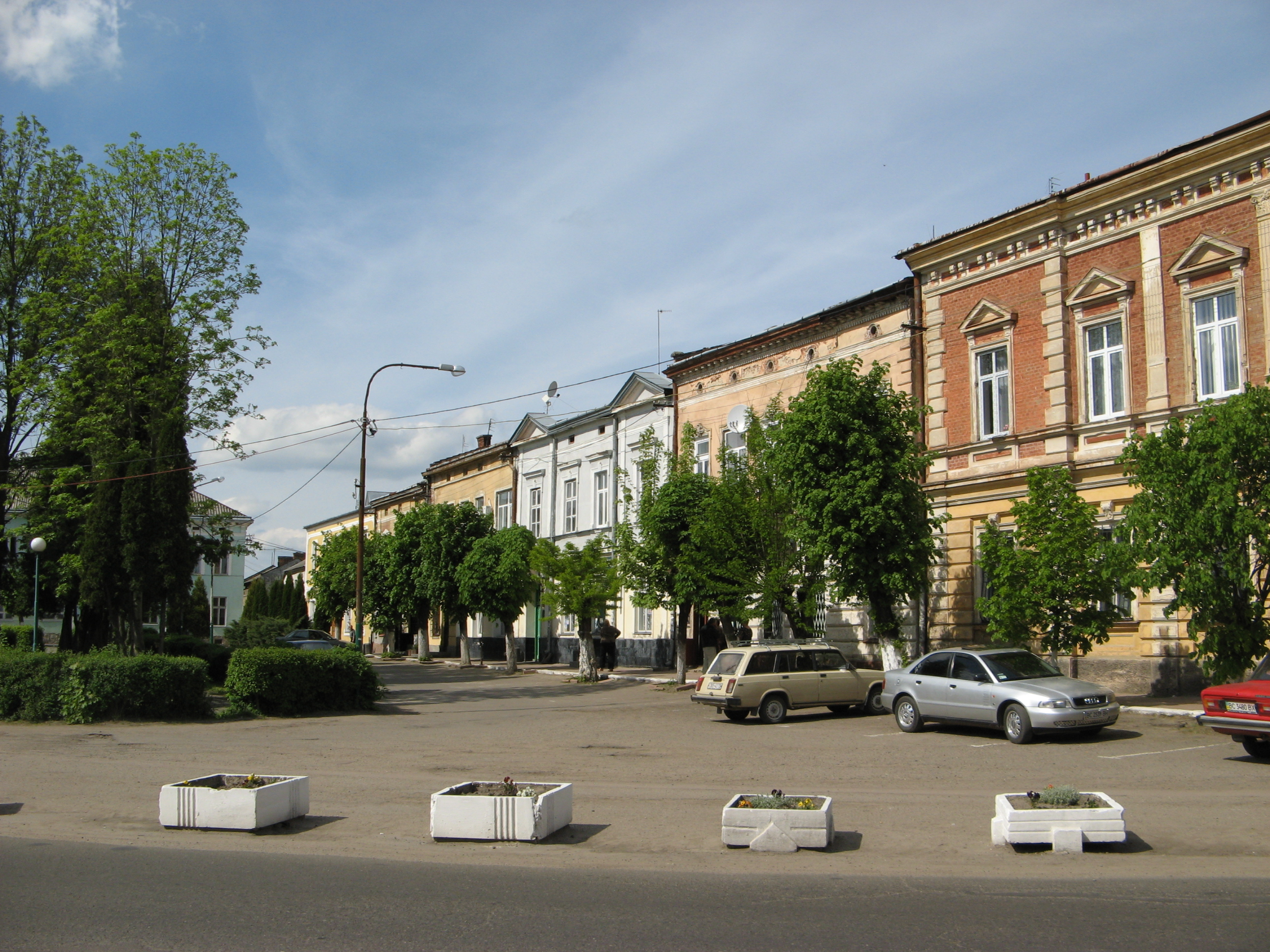
Майдан Гайдамаків
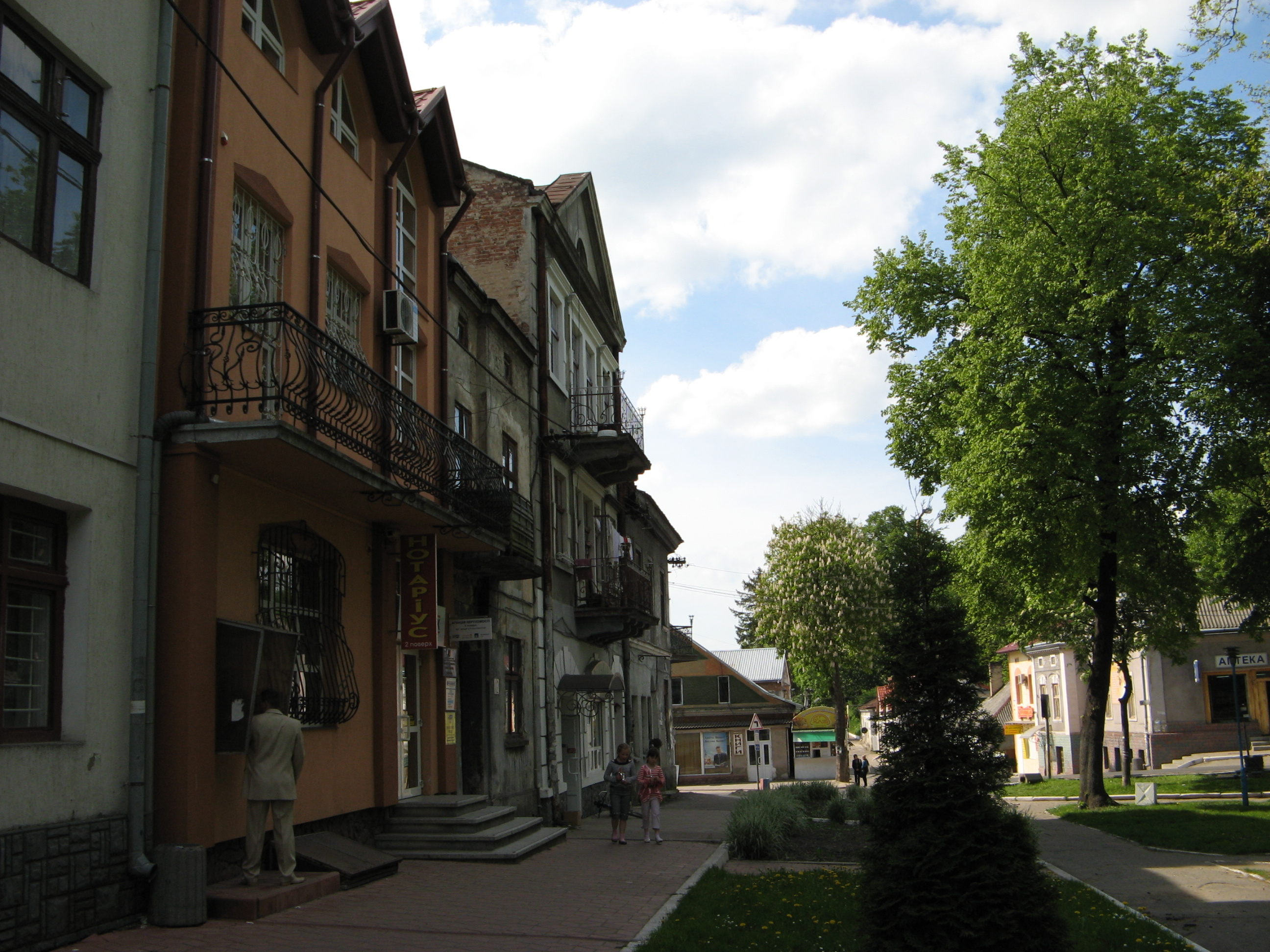
Вулиця міста
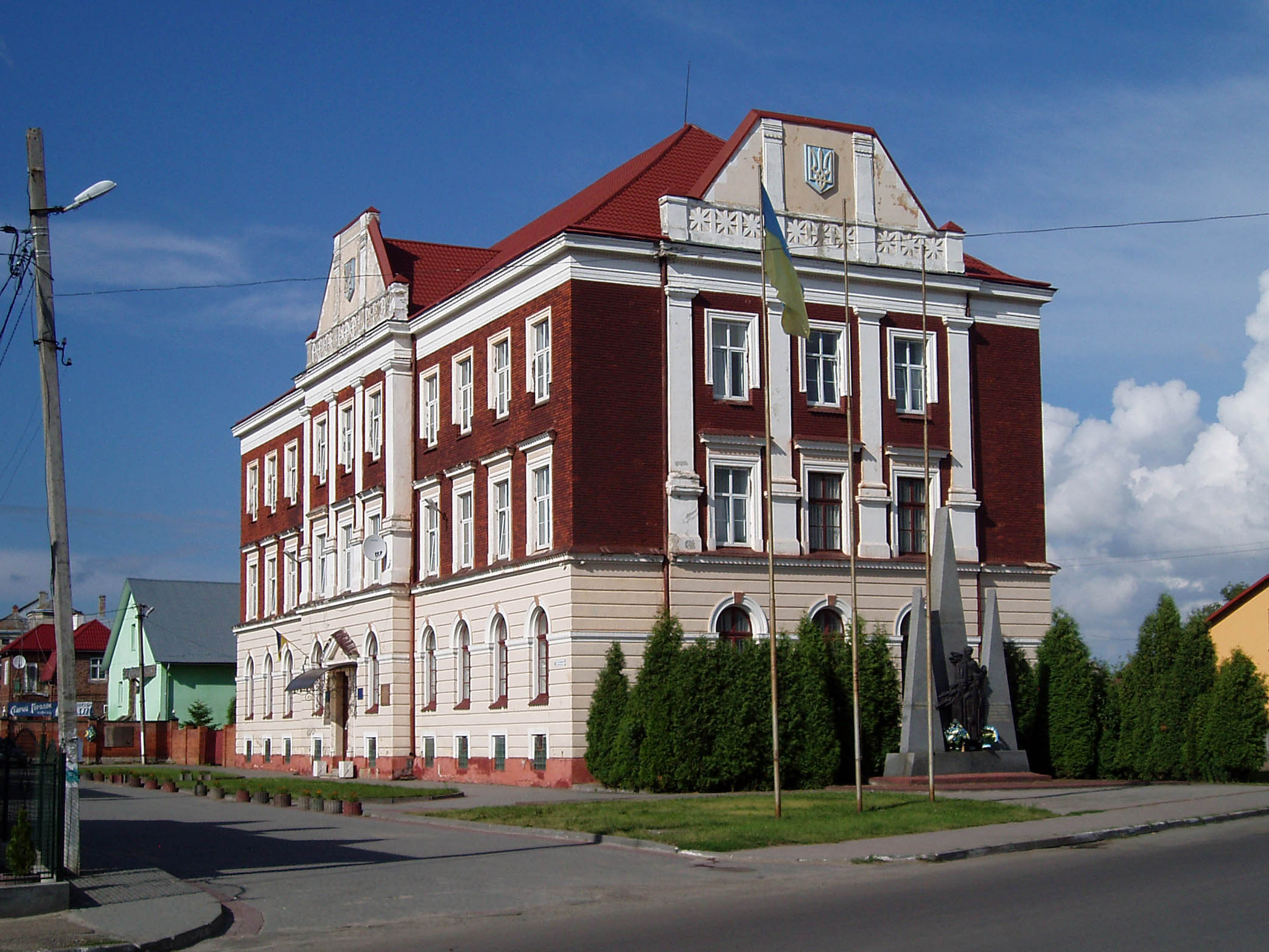
Історична будівля пошти
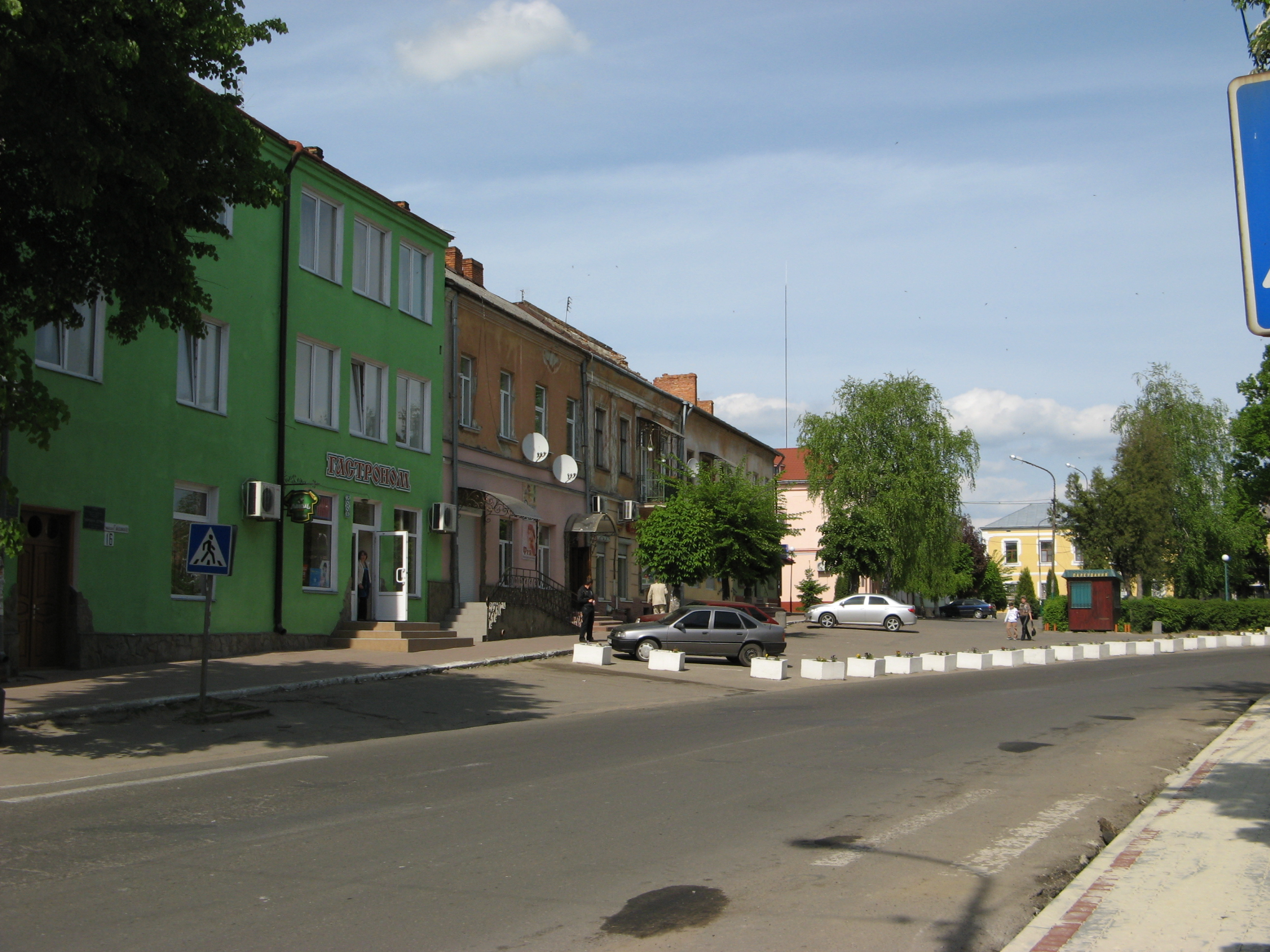
Вулиця Перемишльська
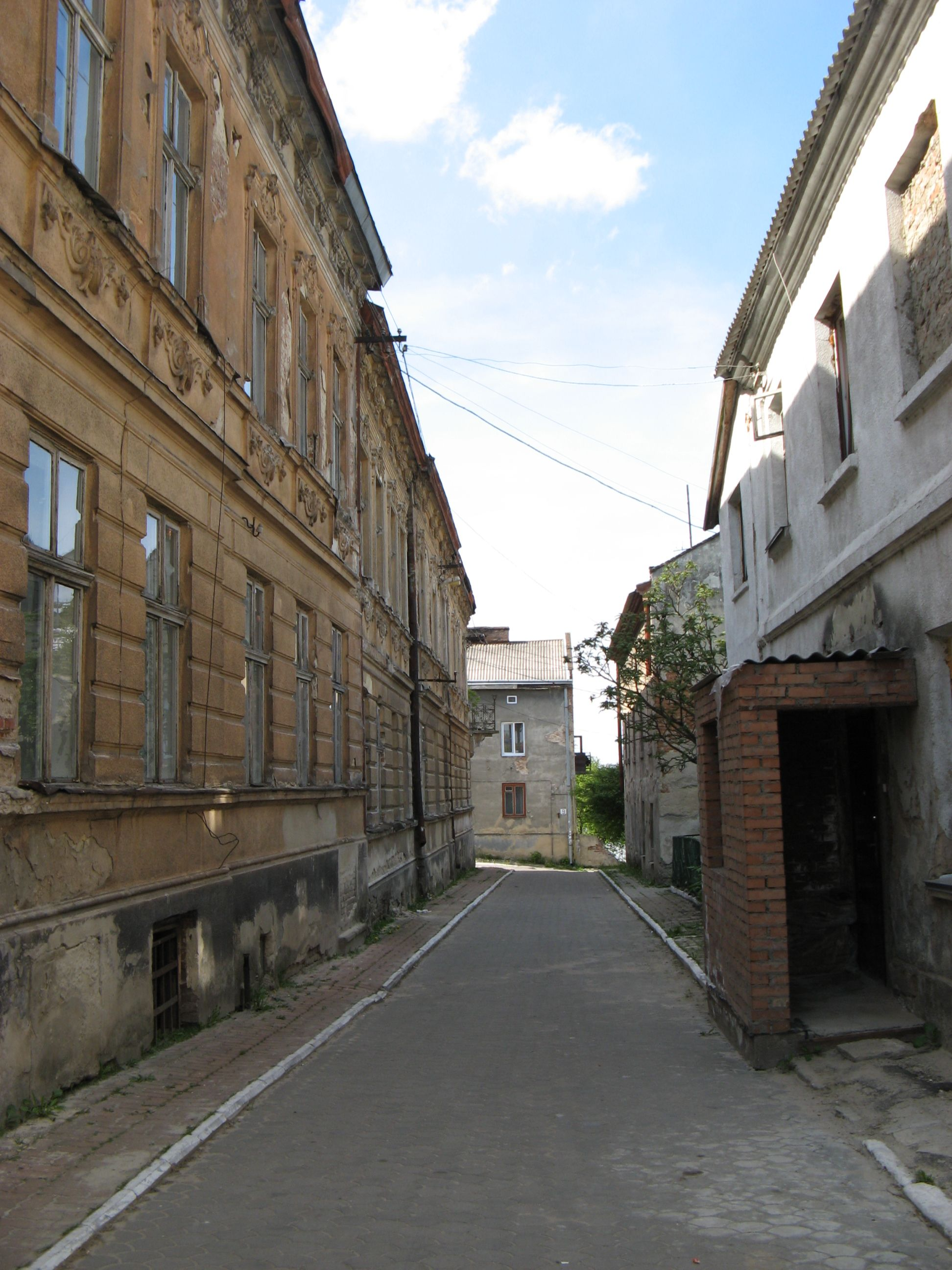
Вулиця міста
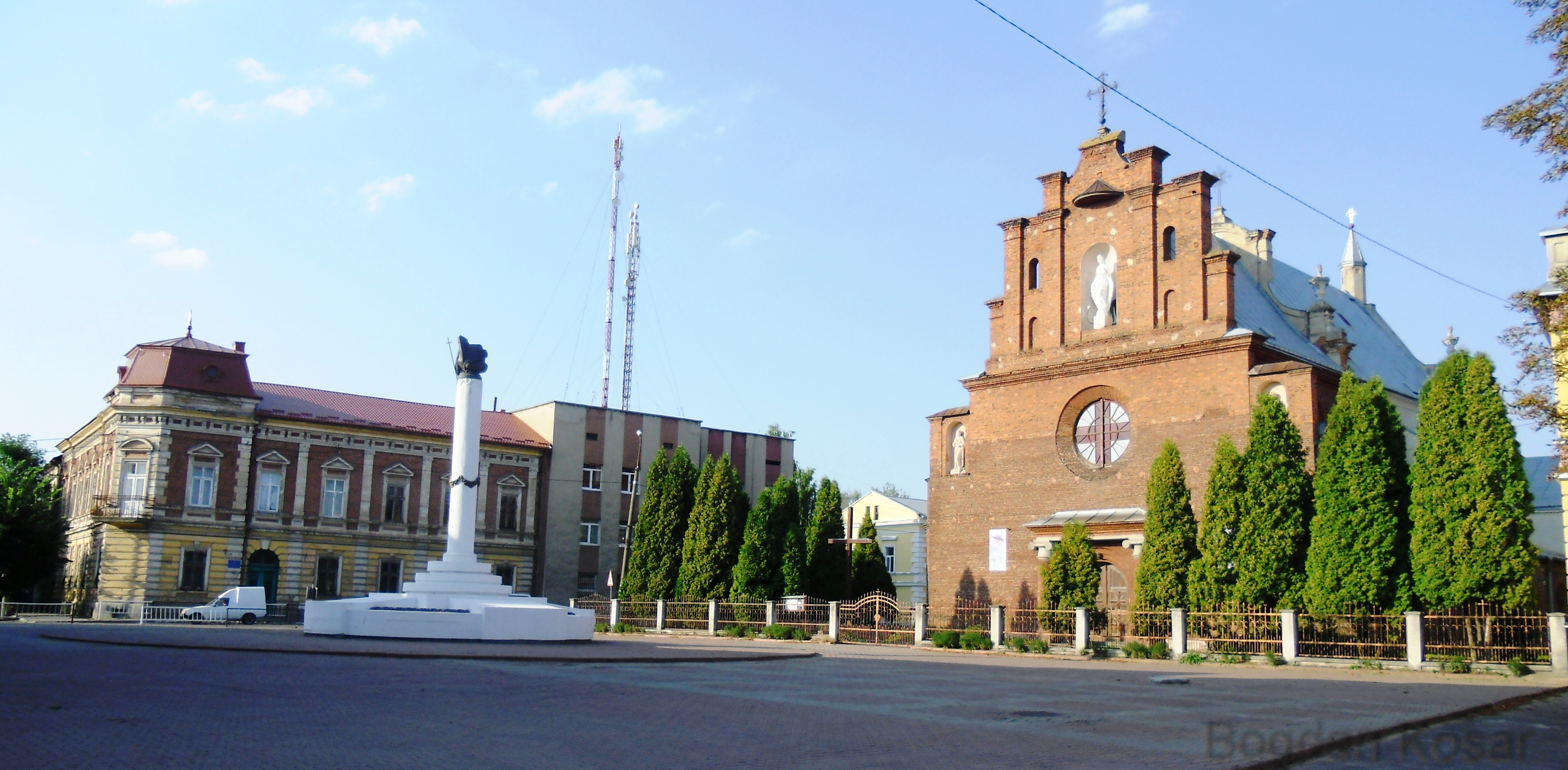
Майдан Гайдамаків
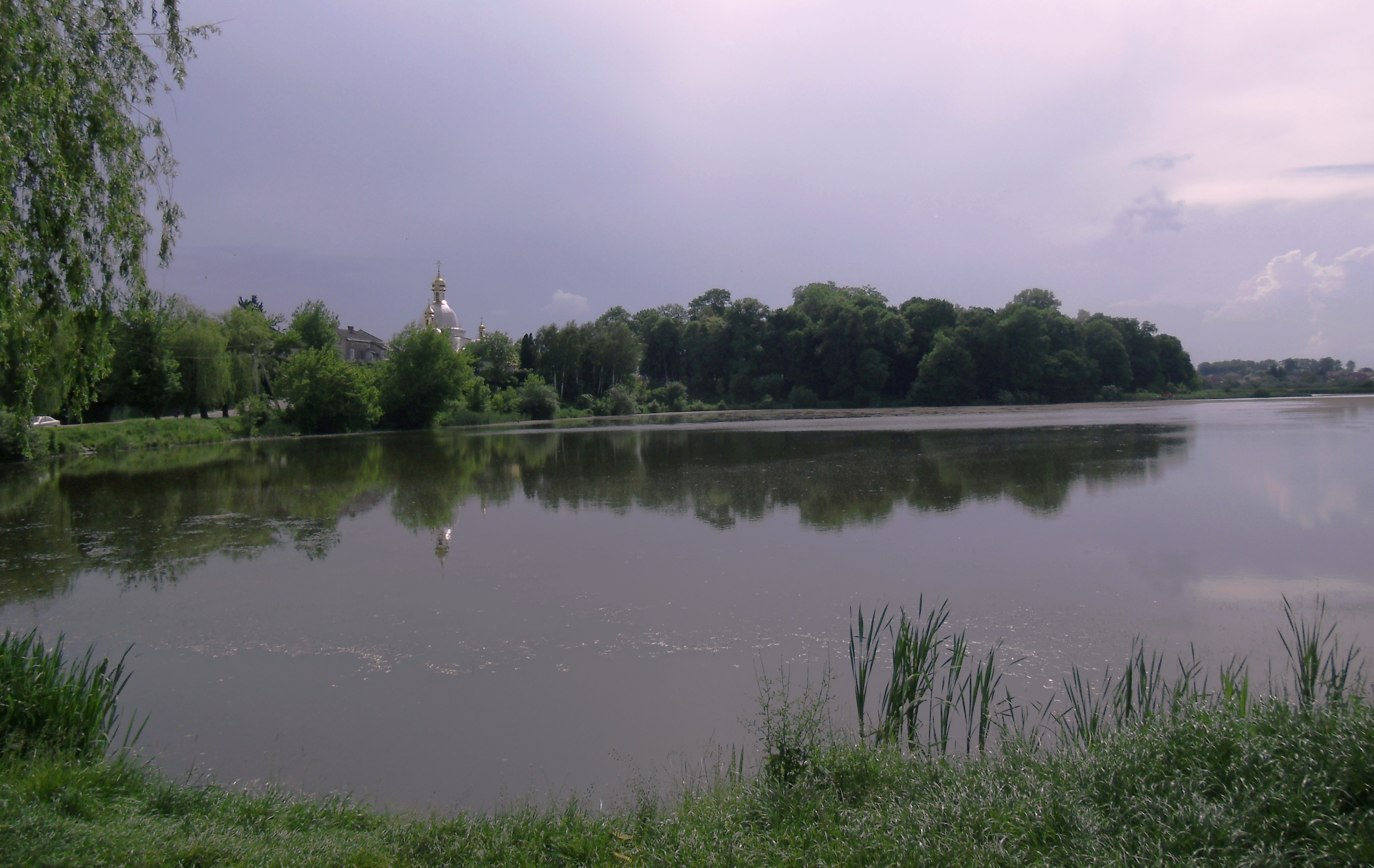
Парк XVIII ст. (загальний вигляд)
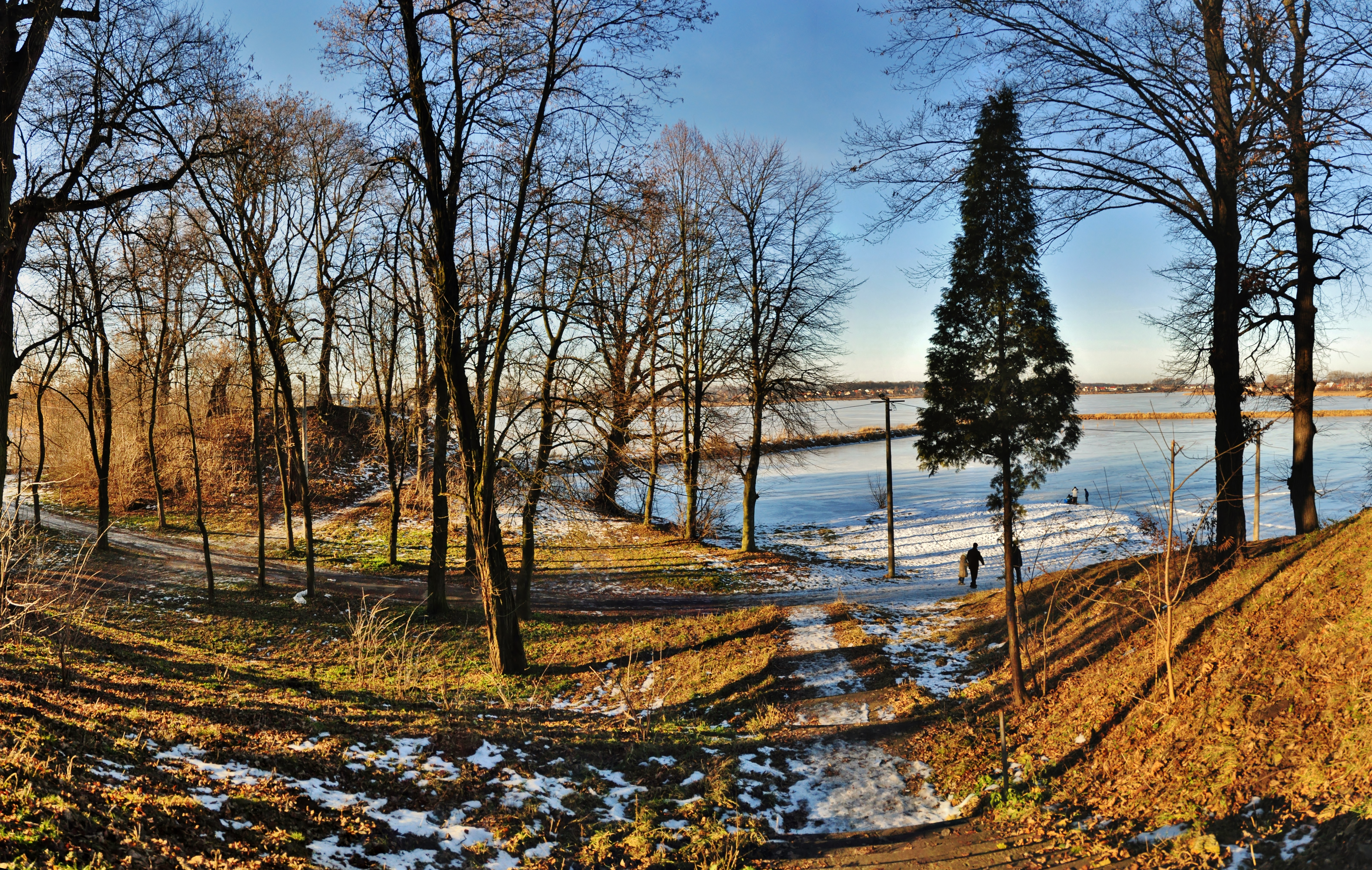
Старий парк XVIII століття (пам'ятка археології)
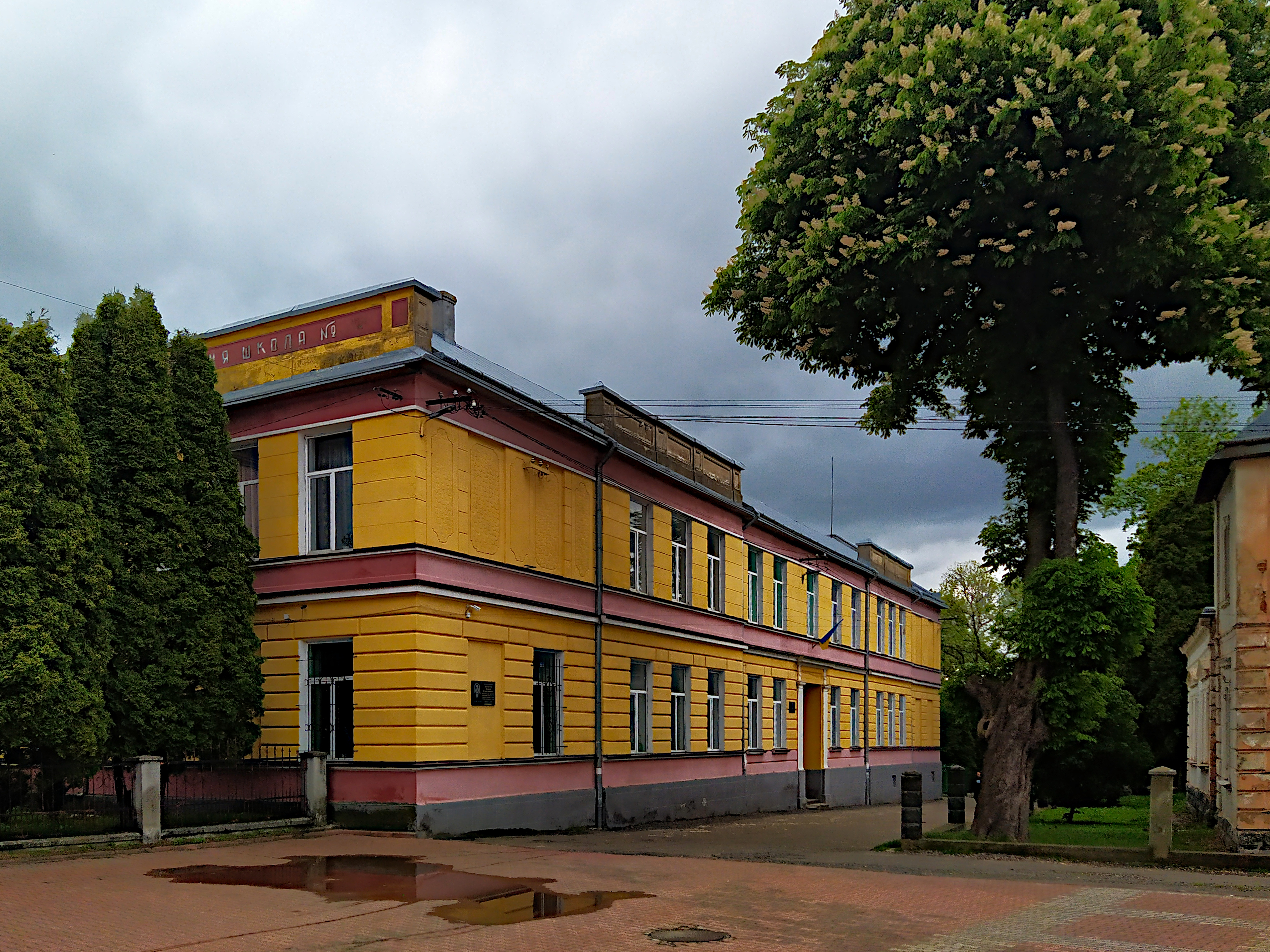
Мала академія мистецтв імені П. Андрусіва
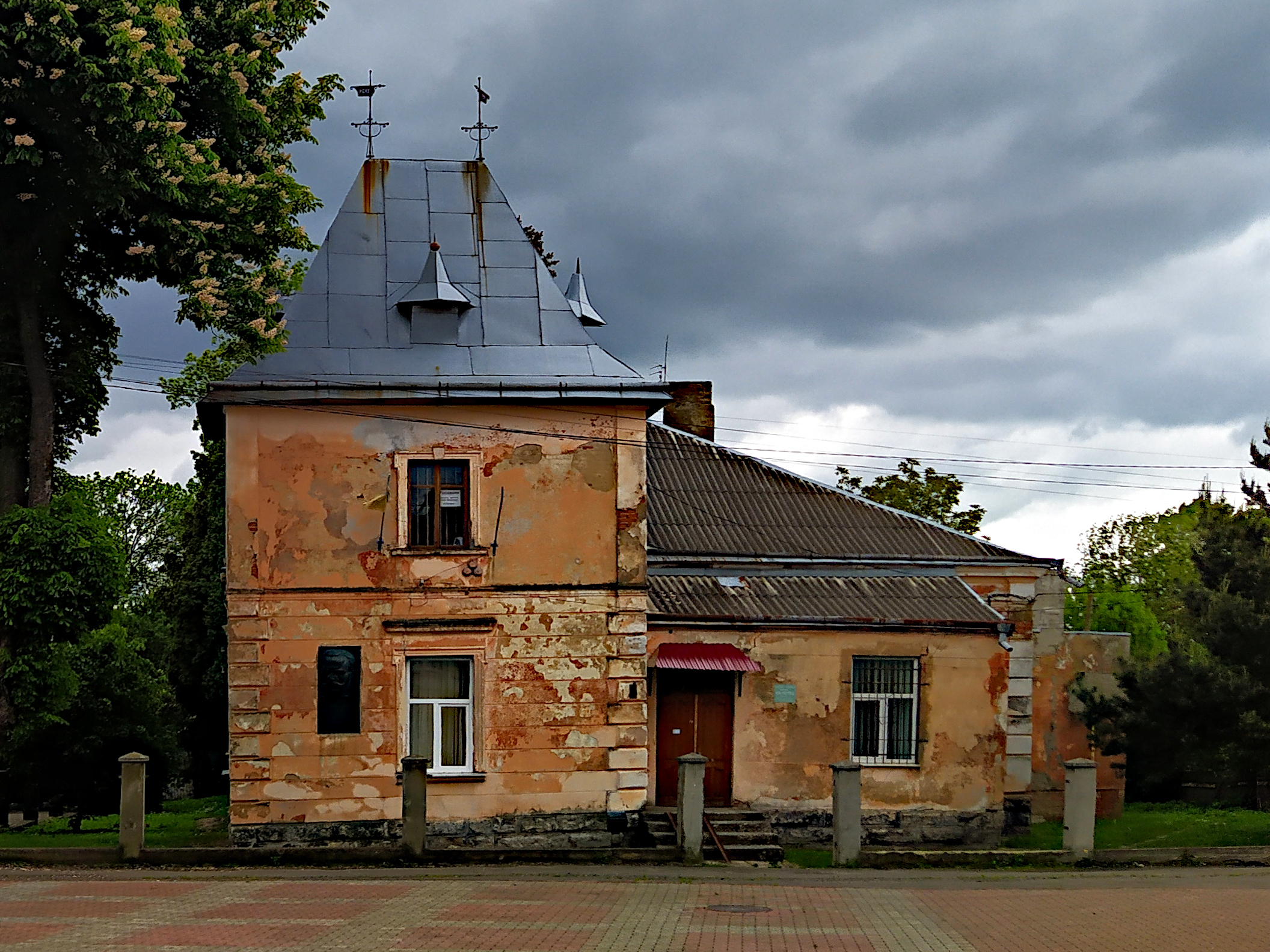
Центральна бібліотека
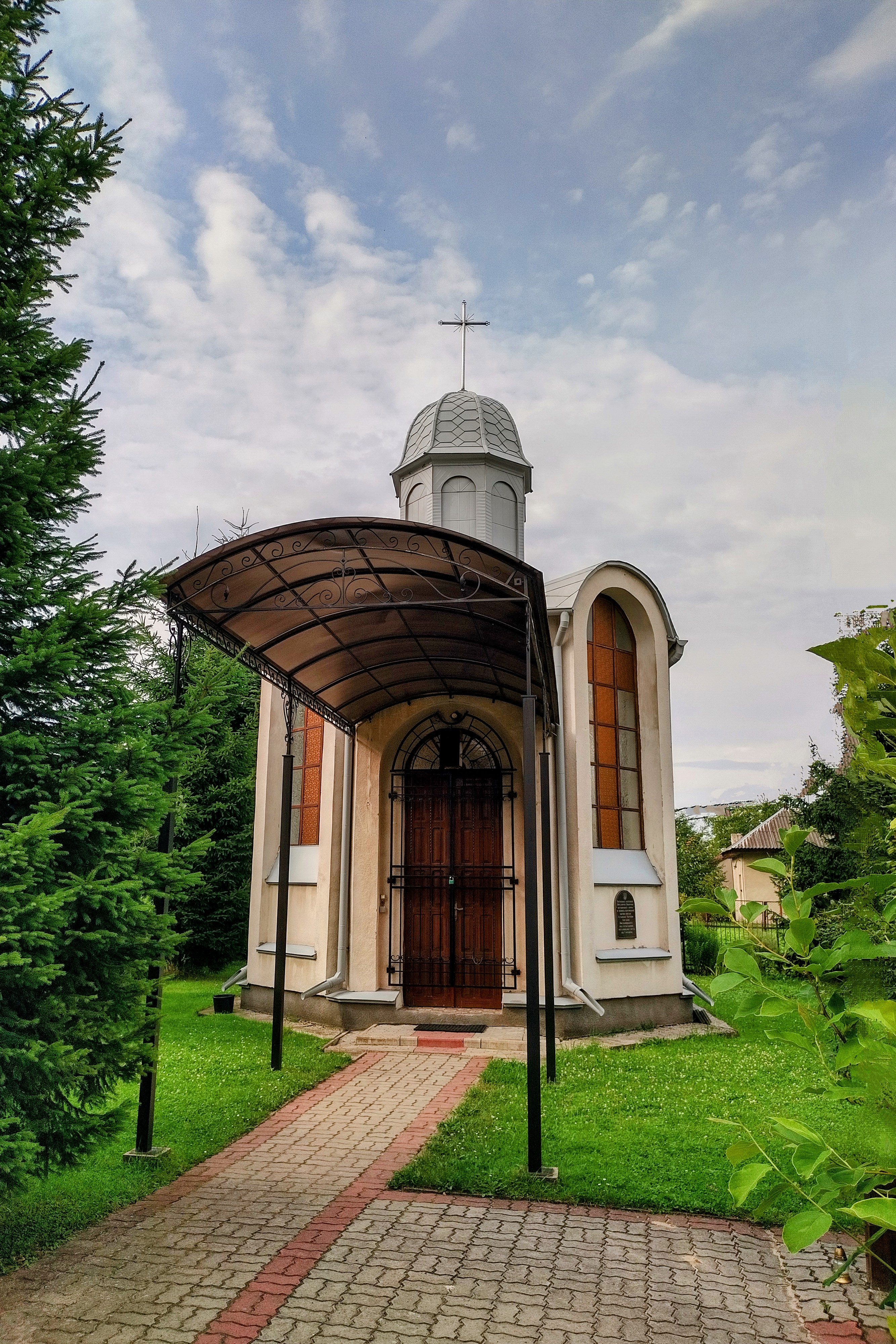
Козацька каплиця Пресвятої Покрови

Пам'ятники і меморіали
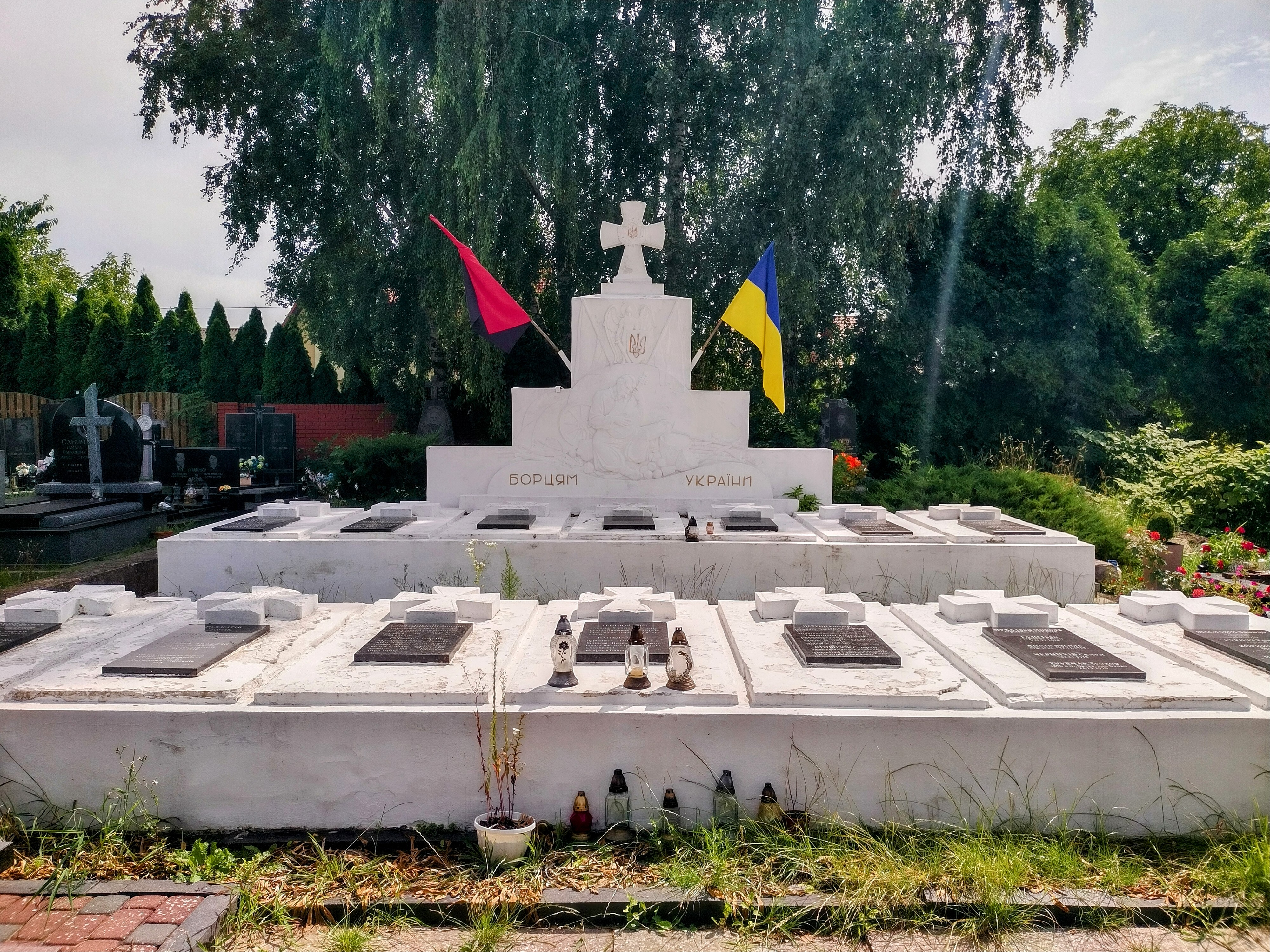
Меморіал «Борцям за волю України»
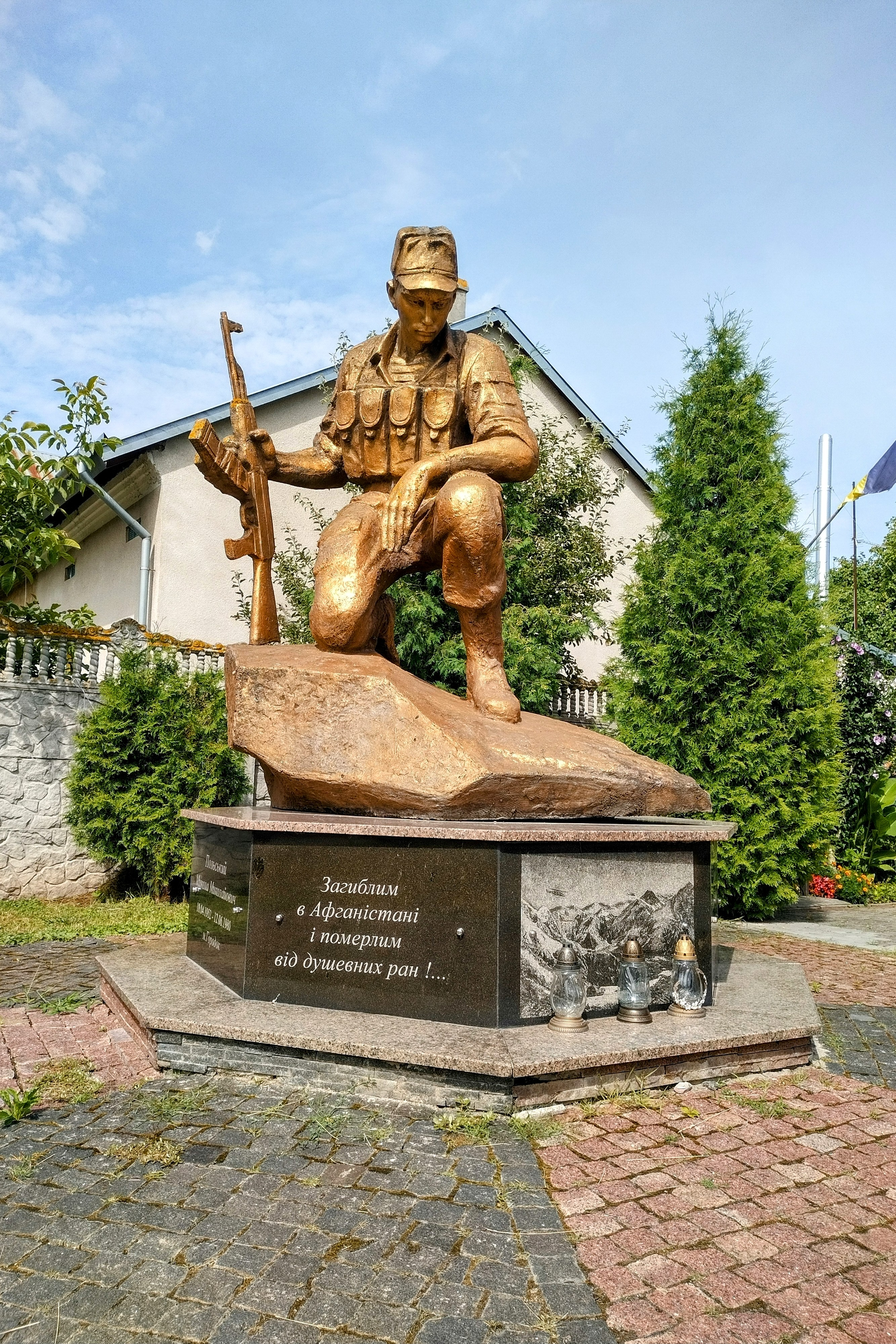
Пам'ятник воїнам-афганцям
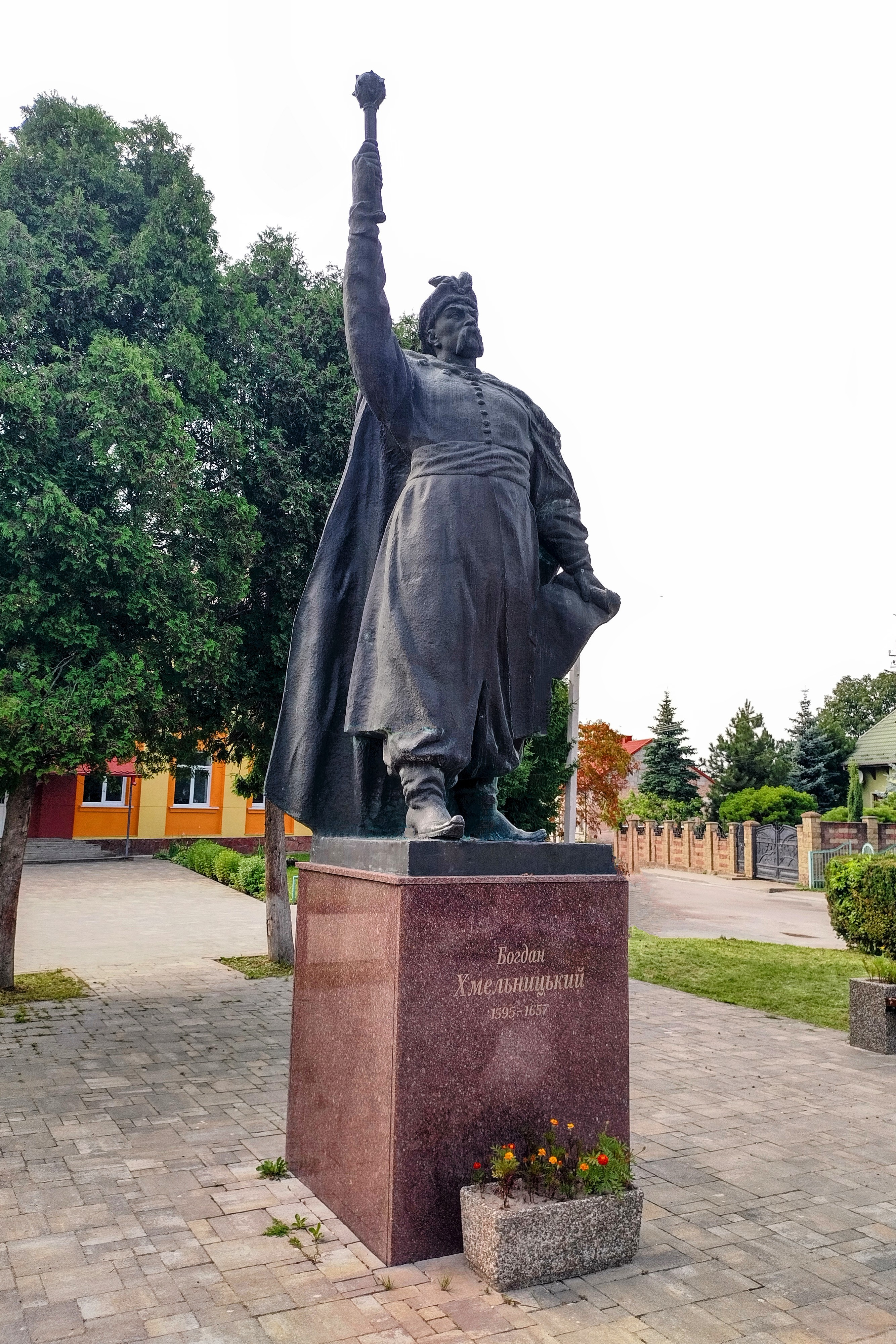
Пам'ятник Богдану Хмельницькому
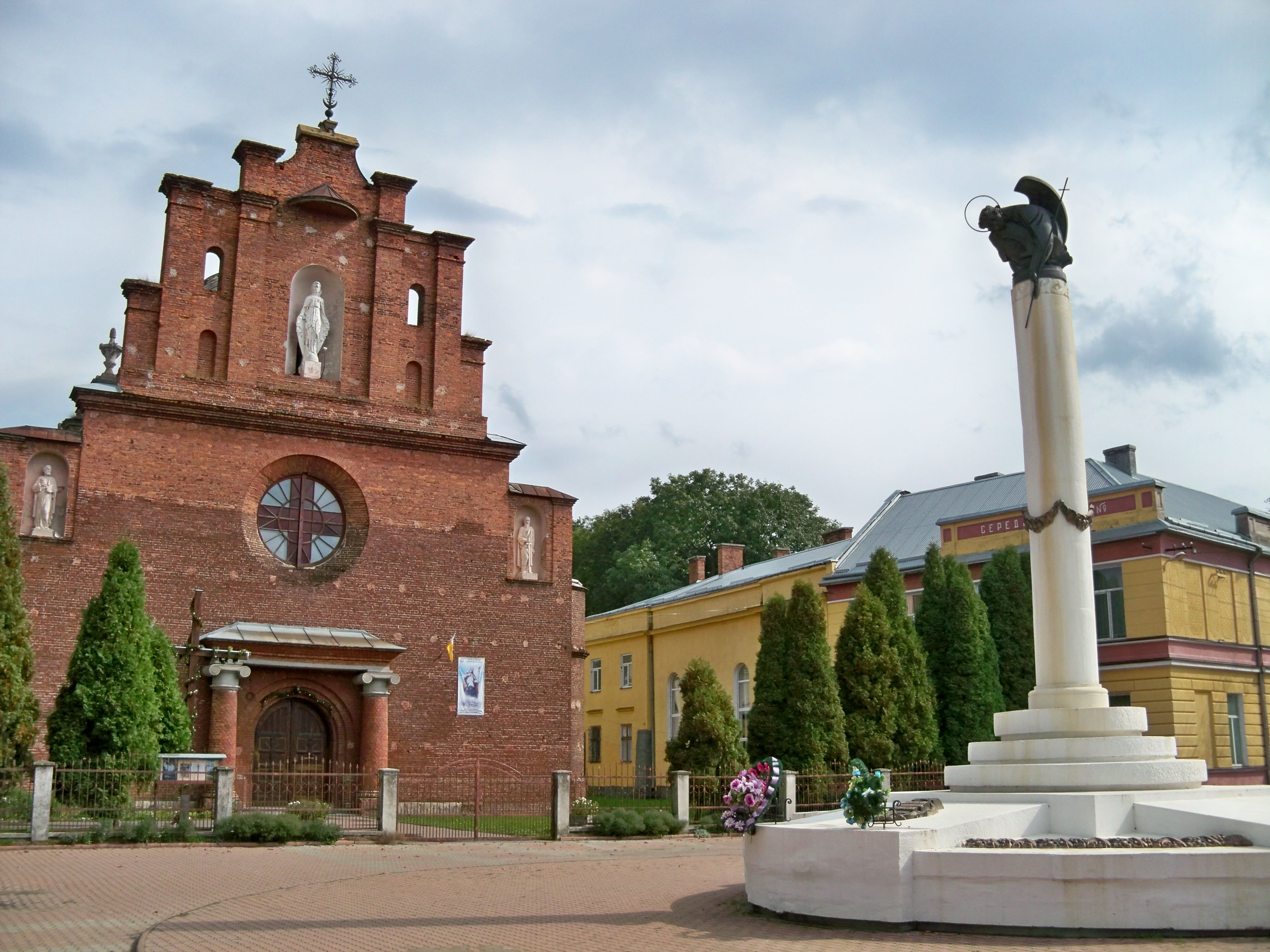
Пам'ятник жертвам репресій
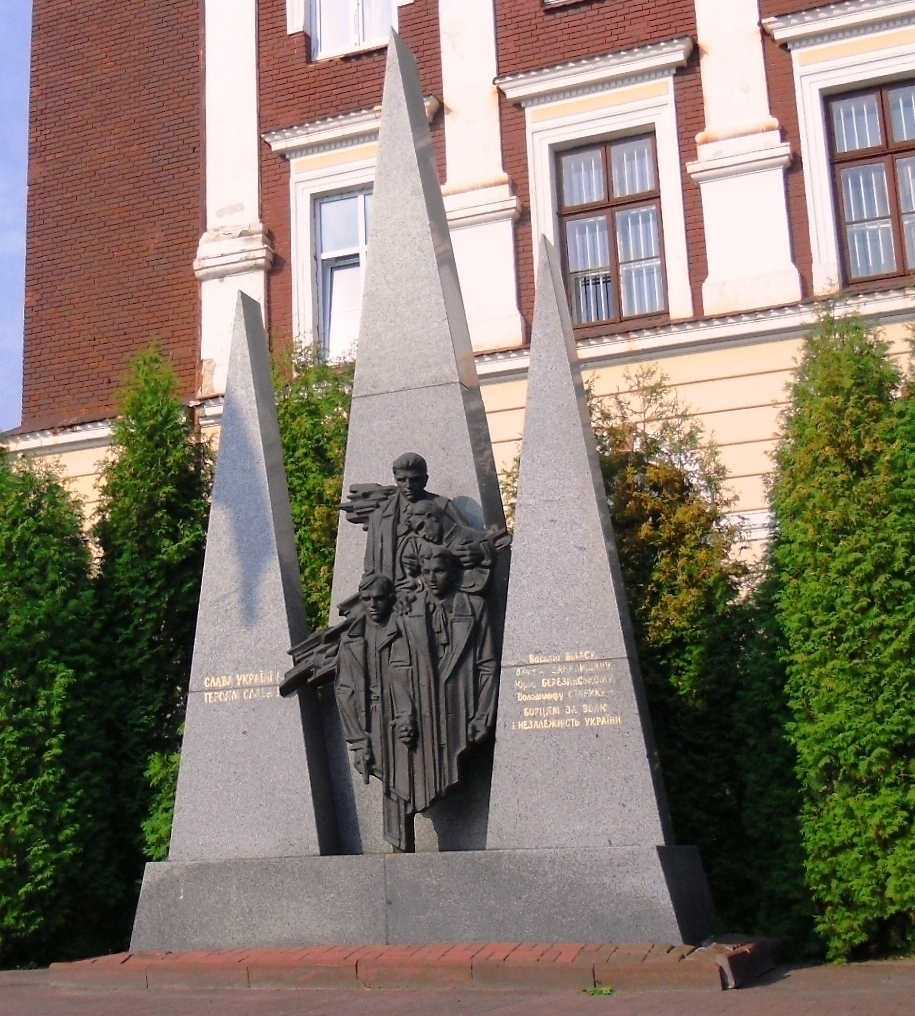
Пам'ятник борцям за незалежність України